# ディンクラーゲ
ディンクラーゲ (ドイツ語: Dinklage) は、ドイツ連邦共和国ニーダーザクセン州フェヒタ郡の市である。

## 地理

### 位置

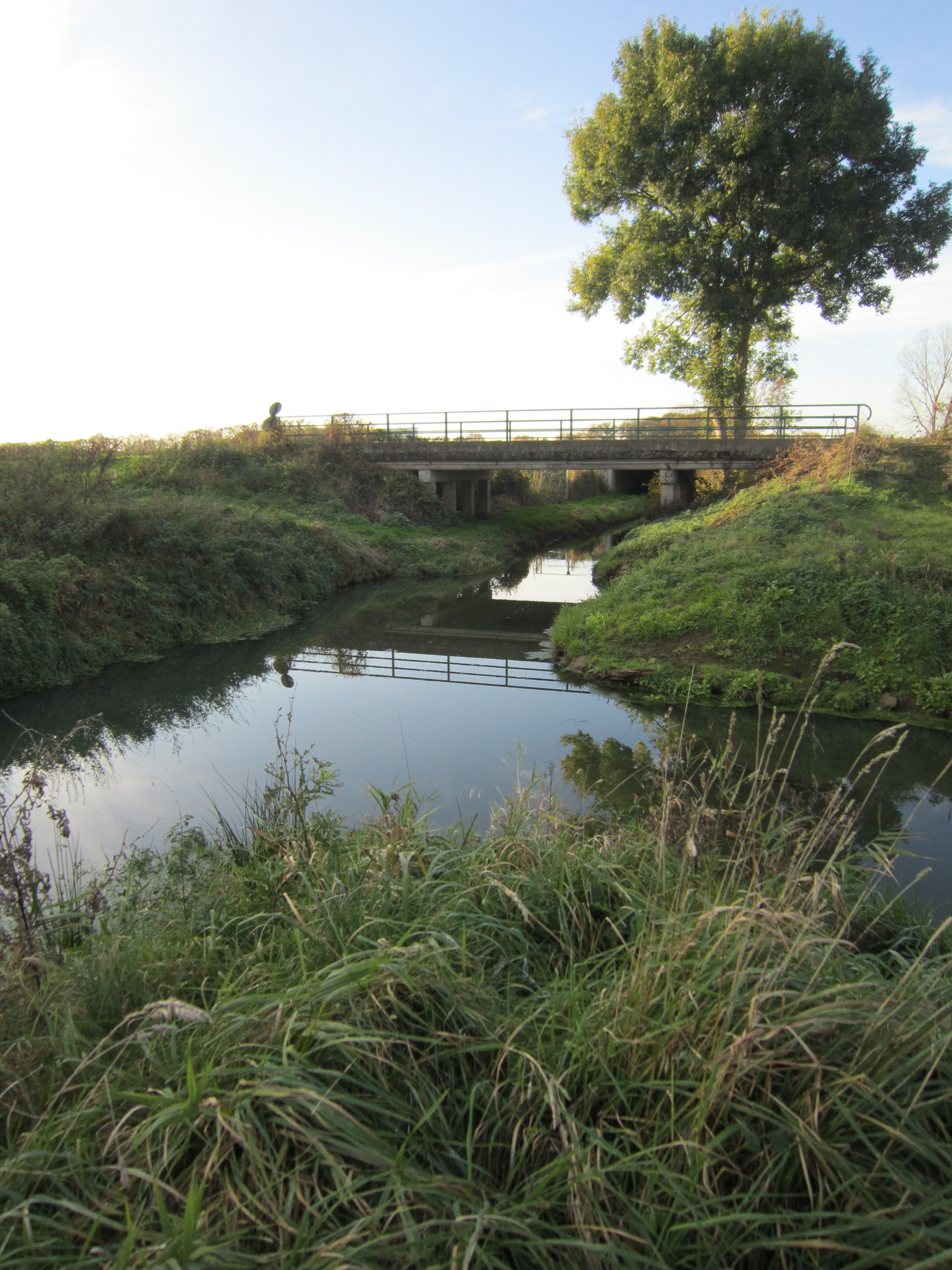
ラングヴェーゲ地区を流れるディンクラーガー・ミューレンバッハ川

ディンクラーゲは、北ドイツ平野の「ディンクラーゲ盆地」と呼ばれる地域に位置している。この地域は北海の海岸から南に約100 km、オランダとの国境から東に約60 km にあり、ブレーメンとオスナブリュックとのほぼ中間にあたる。東部と北部には大きなムーアが広がり、北西部はクロッペンブルガー・ゲースト、南東はダンマー山地、西はハーゼタール、さらに西と南西はアンクマー丘陵を境としている。
ディンクラーゲの市域は極めて平らで、南東から北西に向かってわずかに傾斜している。市内の最高地点（海抜 31.5 m）は街の南西部、バウエルシャフト・ラングヴェーゲ地区の連邦道 214号線沿いにある。最低地点（海抜 23 m）は、街の北西部ヴルフェナウのラーガー・ハーゼ川沿いにある。街の中心部の高度は約 26-28 m である。平らな景観が木々の連なりや生け垣によって遮られている。
ディンクラーゲ周辺の地域は、主に更新世のロームと砂の堆積物である河川・氷河堆積岩からなる。ボーリング調査によれば、最上層の地層の厚さは約 5-7 m である。この層の下には、厚さ約 10 m のロームと泥からなる堆積物の層がある。深さ 25-30 m の砂の層は、地下水汲み上げのための豊かな帯水層を形成している。帯水層の最上部は深さ 2-6 m にある。

### 水文学
ディンクラーゲ付近の地表では、いくつかの低地の川がディンクラーガー・ミューレンバッハ川に向かって右岸から流れ込んでいる。南から北の順に、トレンカンプスバッハ川、ディンケル川、ホーペナー・ミューレンバッハ川がそれである。ディンクラーガー・ミューレンバッハ川は、ディンクラーゲの北の市境まで流れ、そこで東から流れてきた市境の川であるアウエ川と合流してラーガー・ハーゼ川となってハーゼ川、エムス川を経由して北海に注ぐ。ビュンナー・バッハ川は、左岸側からディンクラーガー・ミューレンバッハ川に合流する。ハンドルファー・ミューレンバッハ川は、ディンクラーゲのバウエルシャフト・ラングヴェーゲ地区から南東に流れ、ビュンネ＝ヴェーデラー・グレンツ運河に流れ込み、ディンクラーゲの、したがってフェヒタ郡の西の境界を形成している。この運河は、ハーゼ川内陸デルタの川筋の1つであるエッセナー運河に流れ込み、エッセンの西側でラーガー・ハーゼ川に合流する。ディンクラーゲからの地表水の一部は、ラーガー・ハーゼ川を経由してクヴァーケンブリュックの北に、他の一部はグレンツ運河とエッセナー運河を経由して大部分がハーゼ川に流れる。ハーゼ川の下流とエムス川を通った水は、最終的にはゆったりと北海へ流れ下る。

### 気候
この地域は、北海からの湿った北西風の影響を受け温帯海洋性気候が支配的である。ディンクラーゲの長期平均気温は8.5℃から9.0℃、平均年間降水量は約 700 mm である。5月から8月の間に平均20日から25日の夏日がある。

### 市の構成
ディンクラーゲ市は、住民の約 85 % が住む中核市区（ヴィーク市区とヘルスト市区）および6つのバウエルンシャフト（農民共同体）、すなわちバーレン、ビュンネ、ヘーネ、ラングヴェーゲ、シュヴェーゲ、ヴルフェナウからなる。

### 隣接する市町村
ディンクラーゲ市は、北から時計回りに、エッセン (オルデンブルク)（クロッペンブルク郡）、バクム、ローネ、シュタインフェルト、ホルドルフ（以上、フェヒタ郡）、ゲールデ、バートベルゲン、クヴァーケンブリュック（以上、オスナブリュック郡）と境を接している。

## 歴史
現在のディンクラーゲにあたる地域の古い歴史（10世紀以前）に関する史料は遺されていない。

### 中世（10世紀以後）
判っている最も古い事実は、10世紀から城砦が築かれていたことである。980年頃にカルフェラーゲのガウの伯がディンクラーゲにフェルディナンツブルクという城を建設した。この城は、当時のデルザガウの伯であったベルンハルト1世（980年頃）、ヘルマン1世（1020年頃）、ベルンハルト2世（1051年頃）、ヘルマン2世（1075年頃）がその居城とした。
ディンクラーゲは1231年に初めて文献に記録されている（Thinclage、後に Dynclage、1270年から Dinklage）。城は1231年から、かつてガウの伯に仕えた行政官であったヨハン・フォン・ディンクラーゲ家のものとなった。城の周りに集落が形成されたことは、その地名が示している。すなわち、語尾の -lage は、11世紀から12世紀の開墾地であることを示しており、これに裁判を意味する言葉（Thinc、Thing、Ding）が接続したものと考えられる。土地の所有者はディンクラーゲ領主家であった。
1372年頃にディンクラーゲ領主家は、独立した勢力として自立しようと試みたが、ミュンスター司教フローレンツ・フォン・ヴェフェリングホーフェンの強大な力によって敗北した。これにより破壊された城（フェルディナンツブルク）に替えて、1400年頃に別の場所に4つの城が建設された。このうちディートリヒスブルクだけが後世の建築様式で遺されている。この城は1588年にレーデブール家の私邸となった。これ以外のヨハンスブルク、ヘルボルツブルク（1677年まで）、フーゴブルク（1840年まで）には、財務棟と城砦礼拝堂だけが遺されている。最初の教会は1349年6月に完成した。これによりディンクラーゲ教区が母教区であるローネ教区から分離された。ヴォルテルスがディンクラーゲで最初の司祭となった。1360年にペストがディンクラーゲとその周辺を襲った。盗賊騎士が住み着いていたフェルディナンツブルクは、15週間にわたって包囲され、1374年9月17日に破壊された。最初の流行から20年後の1380年に再びペストがディンクラーゲ地方を襲った。フェヒタの役人たちが、ゲールデ教区やバートベルゲン教区に侵入した。その反動でディンクラーゲで略奪が起こった。

### 近世（1505年 - 1677年）
1505年、大規模なペスト禍がブレーメンからもたらされ、何年も続いた。ペストは、1577年と1667年にもディンクラーゲやその周辺で蔓延した。1556年には、この地域が凶作であったことからディンクラーゲは飢饉の危機的状態に陥った。1575年には大火が起こった。
ヨハン・フォン・ディンクラーゲは、1543年にマルティン・ルターによる宗教改革を支援した。この結果ディンクラーゲはプロテスタント化された。1613年に対抗宗教改革が起こり、その少し後、1618年に三十年戦争が勃発した。オストフリースラントのマンスフェルト伯に率いられたプロテスタント軍が1622年にこの地域に侵攻して来た。カトリック連盟の最高司令官ティリー伯ヨハン・セルクラエスは、1623年にマンスフェルト軍を殲滅した。1623年秋から1630年春までディンクラーゲは敵軍に占領された。占領者が撤退した後、教会は荒廃した状態であった。しかし戦争の状況とディンクラーゲ領主の行動によって修復ができなかった。ミュンスター司教は1641年に信頼するハインリヒ・フォン・ガーレンを「ドロスト・フォン・フェヒタ」（直訳: フェヒタ代官）の肩書きでディンクラーゲに派遣した。
1648年以後、住民の大多数が抵抗したにもかかわらず、対抗宗教改革が再開されたが、はじめはゆっくりとしか進行しなかった。1652年に初めて文書に記録されたラテン語学校は、このプロセスに役立ったと考えられる。一方、三十年戦争の最後の負の遺産として駐留していたスウェーデン軍がアムト・フェヒタを去ったのが1655年になってからであったという事実は、対抗宗教改革の障害となったとされる。それでもミュンスター司教領主クリストフ・ベルンハルト・フォン・ガーレンが亡くなる1678年までには、当時ディンクラーゲが属していたニーダーシュティフト・ミュンスター（ミュンスター司教領北部の低地部分）はほぼ完全に再カトリック化された。この年に教会がガーレン伯の命令によって修復された。

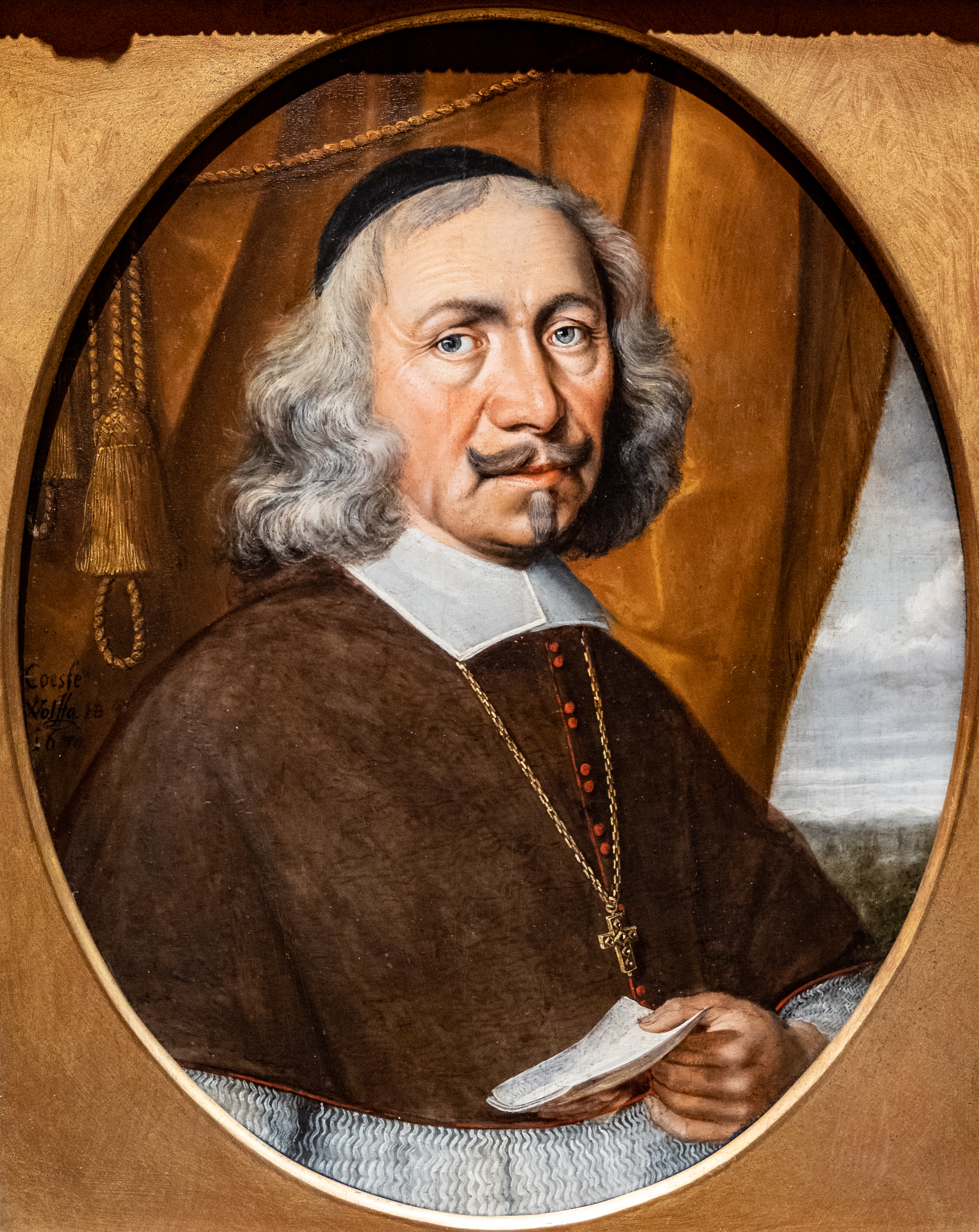
ミュンスター司教領主クリストフ・ベルンハルト・フォン・ガーレン

### ガーレン家の領主時代
クリストフ・ベルンハルト司教は、領主として補助金や政治的権力を注いで計画的に家族や支援者を優遇した。その庇護の下で一族はニーダーシュティフト・ミュンスターにおいてもその地位を確保し、経済的にも強固な地位を築いた。1665年に一門はライヒスフライヘル（帝国男爵）の地位を得た。その2年後にクリストフ・ベルンハルト・フォン・ガーレンは、弟であるフェヒタ代官ハインリヒ・フォン・ガーレンのために、困窮したディンクラーゲ家からディンクラーゲの所領を買い取った。ガーレン家は居城をディートリヒスブルクに移した。ヘルボルツブルクは倉庫に転用され、フーゴブルクは、倉庫、裁判所、2つの牢という構成になった。この貴族領を購入したことで、ディンクラーゲにとって余所者であったガーレン家が、土着の貴族家と同等の立場になった。1671年にアムト・フェヒタに存在するすべてのガーレン家の財産が家族世襲財産に組み込まれた。これは、こうした財産が他者に渡ることなく、分割されずに家族（家長）に引き継がれて行くことを意味した。クリストフ・ベルンハルト・フォン・ガーレンは、1677年にエニガーにおけるガーレン家の権利を、ブロックドルフ村を含むキルヒシュピール・ディンクラーゲとヒュンムリングのエスターヴェーゲンに適用した。
司教領主クリストフ・ベルンハルト・フォン・ガーレンは、その権力下にある司教区内に広大な所領を形成した。早くも1653年に、弟ハインリヒのためにアッセンの領主権を購入した。1664年から1666年までにノイエングラーベンの土地、1670年にディンカー、エスターヴェーゲン、ヘーデの土地を獲得した。1678年のクリストフ・ベルンハルトの死後にも、アムト・フェヒタで、1693年から1696年にノルバーディング、1721年にクヴァーレンブルク、1725年にハルメ、1755年にズトホルツ＝トリベ、1805年にホーペン、1812年にズトホルト＝クヴェルンハイムの土地を購入し、これによりフェヒタ地域での強力な一門の勢力がさらに強化された。
ディンクラーゲの領主権は、1677年に帝国自由領として成立した。ガーレン家は、この領主権の中に行政権と司法権を内包させていた。すべての税、罰金、その他の収入が領主の金庫に入っていった。ディンクラーゲはミュンスター司教領とのレーエン上の結びつきによって、本来の領邦から区別されていた。
ガーレン家の家長が「帝国男爵」を名乗ることを許されてから、1803年にミュンスター司教領が廃されるまで、この帝国男爵はアムト・フェヒタの行政官職を務めた。

### フランスによる占領時代（1810年 - 1813年）
オルデンブルクのフランス時代、1810年にオルデンブルク公国およびディンクラーゲを含む地域をナポレオン軍が占領した。1811年12月9日にフランス政府によって農奴制が廃止されたが、その少し後にオルデンブルク公によって再度制定され、最終的に廃止になったのは1850年になってからであった。ディンクラーゲはフランス帝国に編入され、レムス＝シュペリュール県のクヴァーケンブリュック郡に属した。キルヒシュピール・ローネとキルヒシュピール・シュタインフェルトが統合され、ディンクラーゲを首邑とするディンクラーゲ小郡が形成された。かつてのキルヒシューピールフォークトが町長になった。すべての住民にフランスの法律が適用された。しかし、それがどれだけの実効性を有していたかを評価することは難しい。少なくとも徴税と公務に関してはフランスは厳格に執行していたことがうかがえる。
若者の兵役義務も新たな、抑圧的なものであった。幾人かのディンクラーゲ住民は、フランス皇帝の戦いに命を捧げなければならなかった。早くも1811年4月にディンクラーゲ小郡の住民はナポレオン軍での兵役を強いられた。皇帝は軍艦の船員を召集した。1811年5月7日にローネの25人の若者がクヴァーケンブリュックやアントワープを経由してトゥーロンに向かい、そこで提督の船である Commerce de Paris の船員として勤務した。フランス陸軍も兵士を召集した。1811年8月28日、クヴァーケンブリュック郡は303人の部隊を派遣したが、このうち30人がディンクラーゲ郡からの兵士であった。
「フランス時代」は1813年に終結した。

### オルデンブルクの時代（1820年代 - 1860年代）
フランス皇帝ナポレオン・ボナパルトが1794年にドイツのライン川左岸地区を占領し、併合すると、ドイツの世俗諸侯は失った領土の一部に対する補償を求めた。彼らは1803年のレーゲンスブルクでの帝国代表者会議主要決議で廃止、分割された聖界諸侯領にそれを求めた。ミュンスター司教領のアムト・クロッペンブルクとアムト・フェヒタ（ディンクラーゲはこれに含まれる）は、オルデンブルク公の領土となった。1813年にフランス時代が終結した後、オルデンブルク公に領主権が返還された。
こうしたフランス革命に続く不安定な動乱の時代背景の下、ミュンスター司教領主の後継者としてそれまでのオルデンブルク公が大公となり、その治世が始まったことで1826年にディンクラーゲにおけるガーレン家の領主権が消失した。1826年3月17日、マティアス・グラーフ・フォン・ガーレンとオルデンブルクのアムト行政官カール・フェルディナント・ズーデンが、ディンクラーゲにおけるガーレン家の領主権が喪失する事を意味する契約に署名、捺印した。
オルデンブルク大公領全土と同様、ディンクラーゲに布かれていた奴隷制度は1850年頃に廃止された。自由になった農民たちは、地主から土地を購入する権利を得た。

### 近代のガーレン家

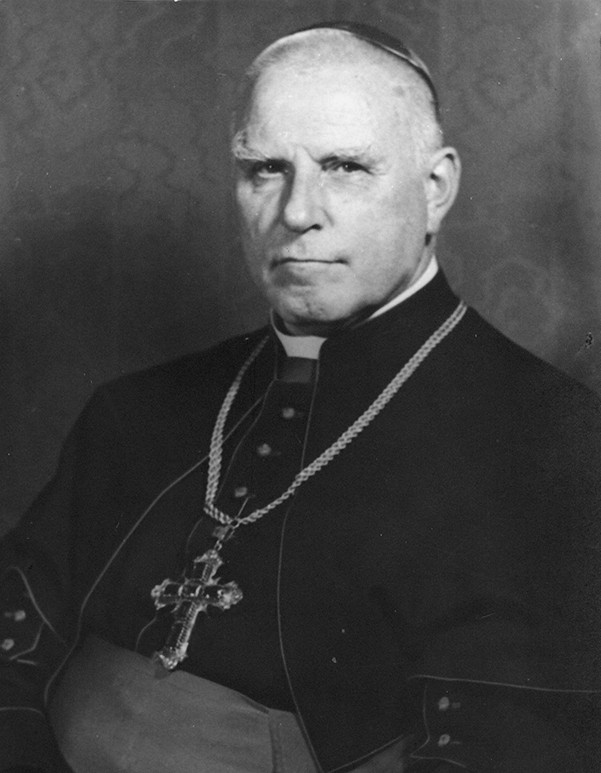
クレメンス・アウグスト・グラーフ・フォン・ガーレン

ガーレン家の名は、その最も有名な家長であるミュンスター司教で枢機卿のクレメンス・アウグスト・グラーフ・フォン・ガーレンの業績によって特に多くの人に知られている。彼は1878年にディンクラーゲ城で生まれ、1933年にミュンスター司教に選出され、1946年2月18日に教皇ピウス12世によって枢機卿に任命された。彼はそのわずか後、1946年3月22日にミュンスターで亡くなった。枢機卿クレメンス・アウグスト・グラーフ・フォン・ガーレンは2005年にローマで列福された。
この枢機卿は、19世紀後半以降多くの、ドイツ全土で知られる有名な議員や行政府高官を輩出した家庭で育った。子供時代を弟のフランツ・フォン・ガーレンとともにディンクラーゲ城で過ごした。弟のフランツとの緊密な関係は後のヴァイマル共和政時代も国家社会主義の時代も継続された。これは、この聖職者が政治活動を行っていた弟と政治的見解を常に共有していた事を示している。
1959年にフリードリヒ・マティアス・フォン・ガーレンの未亡人パウラ・グレーフィン・フォン・ガーレンがディンクラーゲ城で亡くなって以降、ガーレン家の遺族は誰もディンクラーゲを居城としていない。ガーレン家は、1983年のシュレーダー、ミュンヒマイヤー、ヘングスト & Co. 銀行（略称: SMH-銀行）の経営破綻によってディンクラーゲの地所を失った。フェルディナント・ヨーゼフ・フォン・ガーレン（ガーレン家の家長クリストフ・ベルンハルト・フォン・ガーレンの一人息子）にその責任がある。1983年時点でフェルディナント・ヨーゼフ・フォン・ガーレンは、この民間銀行の個人的に責任を追う立場のパートナーであり、経営指導者であった。彼の個人的破産によってガーレン家のディンクラーゲおよびリップボルク本家の財産の大部分が失われ、残りはフェルディナント・フォン・ガーレンの資産の一部となった。フェルディナント・ヨーゼフ・フォン・ガーレンは、1983年にガーレン家の所有下にあったディンクラーゲのすべての不動産と資産を失った。
クレメンス・アウグストの弟フランツの息子ゲオルク・フォン・ガーレンは、家族とともにブラジルに移住した。ゲオルクの息子シュテファン・フォン・ガーレンは2009年にサン・パウロのドイツ語学校コレギオ・ベンヤミン・コンスタントの学校理事長に就任した。同年にシュテファン・フォン・ガーレンからディンクラーゲのカーディナル＝フォン＝ガーレン＝シューレに対して姉妹校関係構築に関する提案があり、ディンクラーゲとの新たな結びつきが成立した。

### 移住（19世紀から20世紀）
特に19世紀に日雇い農民層の深刻な貧困のため農民の流出が起こった。その結果、多くのディンクラーゲ住民も北アメリカに移住していった。彼らは、主にオハイオ州、カンザス州、ミシガン州、ウィスコンシン州、ケンタッキー州、ミズーリ州、ニューヨーク州、イリノイ州に定住した。
第一次世界大戦後には、ブラジルの特に南部の州（リオグランデ・ド・スル州、パラナ州、サンタカタリーナ州）に移り、定住したディンクラーゲ住民がいた。
このため現在もディンクラーゲと南北アメリカとの密接な関係が続いている。

### ヴァイマル共和政（1918年 - 1933年）
ディンクラーゲ労兵ラートは、1918年11月17日に創設された。最初の自由地方選挙は1919年4月16日に実施された
1919年8月11日に制定されたヴァイマル憲法は第11条第2項2で「家族世襲財産は廃止される」と定めている。

### ナチス独裁（1933年 - 1945年）
ある程度自由が確保された最後の国会議員選挙となった1933年3月5日の選挙において、NSDAPはディンクラーゲでわずか約 6 % しか支持票を得られなかった。しかしNSDAPの権力掌握後オルデンブルガー・ミュンスターラントにおいても（したがってディンクラーゲでも）NSDAP党員やその支持者が増加した。多くの人々が失業率を下げ、農業危機を抑制するヒトラーの政策に共感した。1933年7月20日にローマ教皇庁とライヒスコンコルダートを締結した際のヒトラーの親教会的な振る舞いや、キリスト教を積極的に支援する当初の姿勢も、支持につながった。しかし、国家社会主義的世界観の反宗教的な性格はすぐに明らかになり、教会を支持する国民の大多数から抵抗を受けた。
政治上の代表であった中央党はすぐに権力者によって排除されたが、フェヒタの役人とディンクラーゲ出身のミュンスター司教クレメンス・アウグスト・グラーフ・フォン・ガーレンが仲介者となった。1936年のクロイツカンプにより権力内の抗争が公になり、国家社会主義者たちを困惑させた。1938年にNSDAPは北オルデンブルク出身者を市長に任命したが、これは南オルデンブルクの住民が不安定であると判断したためであった。

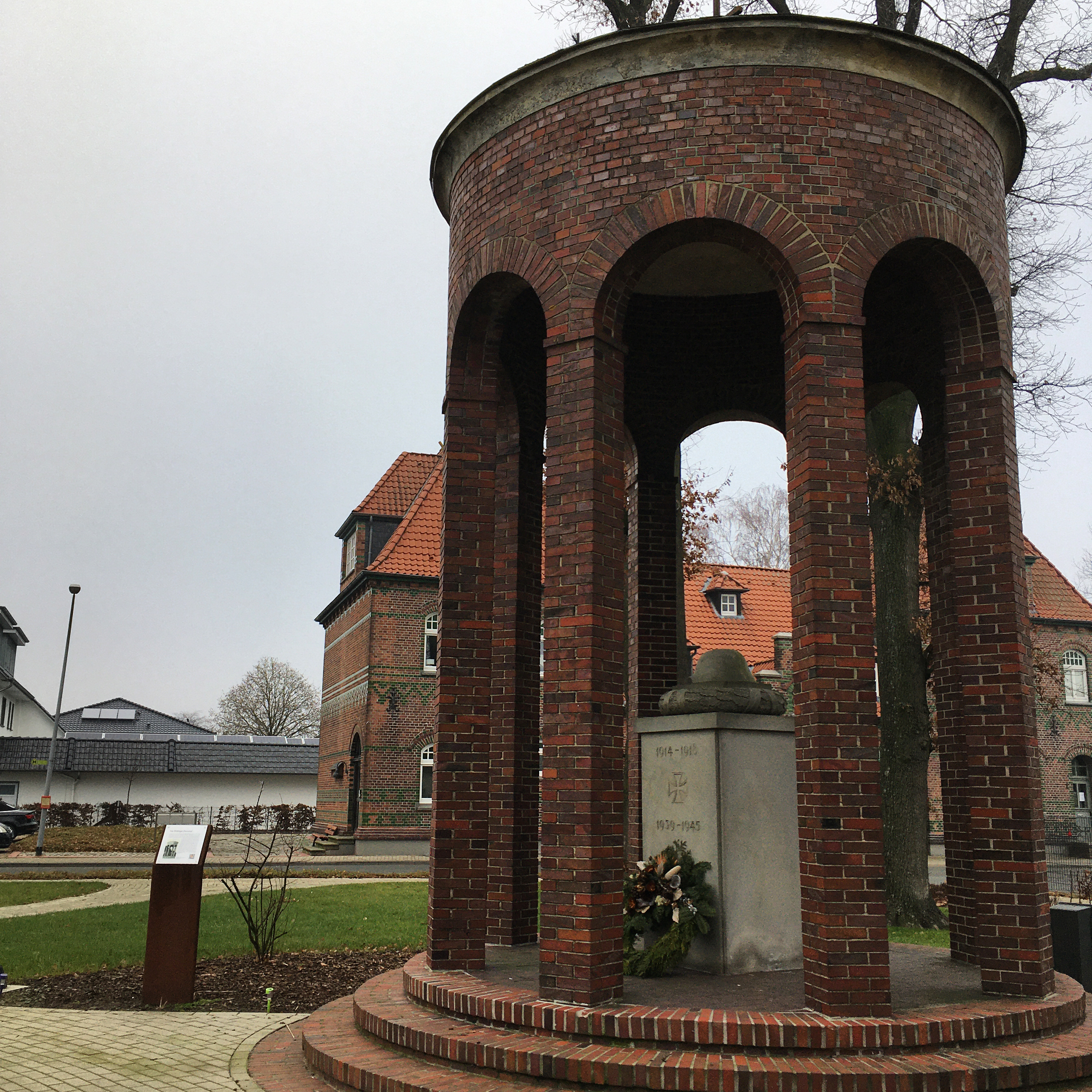
ディンクラーゲの戦争記念碑

1945年、ディンクラーゲはイギリス軍によってナチス支配から解放された。第二次世界大戦中ディンクラーゲは、わずかな破壊を受けただけであった。ディンクラーゲで戦闘は起こらなかった。街の中心部の家屋数棟が、イギリス軍による西（バートベルゲン）からのロケット攻撃によって破壊されただけであった。また、アメリカ軍の飛行機1機がブルクヴァルトに墜落した。街は抵抗することなく降伏した。
ディンクラーゲにナチ政権以前からユダヤ人が住んでいたのか、ナチ時代に住んでいたのか、あるいは、ナチ政権下でユダヤ人の移送がなされたのかどうかは、はっきりしていない。しかし、郡庁所在地フェヒタとその周辺市町村にユダヤ人家族が住んでおり、ナチ時代に殺害されたことだけは判っている。

### 戦後（1945年以降）
第二次世界大戦中ディンクラーゲで破壊された居住区域はほとんどなかったが、戦後にはこの街も住宅不足に陥った。主にシレジア、他にも東プロイセンやポンメルン地方からの難民を受け容れなければならなかった。時には全住民に占める難民の割合が 30 % に及ぶこともあった。このため1950年代に多くの新しい家屋や住宅地が建設された。多くの戦争難民がディンクラーゲに定住した。その多くあるいは子孫が現在もディンクラーゲで暮らしている。ケーニヒスベルガー通り、グラッツァー通り、ブレスラウアー通りといった通りの名前が現在もそれを象徴している。
1949年にクリストフ・ベルンハルト・グラーフ・フォン・ガーレンは、かつて伯父が住んでいた水城をベネディクト女子修道会に寄贈した。これ以後この城はブルク・ディンクラーゲ修道院と呼ばれている。クリストフ・ベルンハルト・フォン・ガーレンは、一族の本家をリップボルク近郊のアッセン館に移した。1980年頃に一族はディンクラーゲの森の南に位置する地所を売却した。

### 現代
ディンクラーゲでは、1995年から2000年頃に著しい人口増加が起きた。2023年末現在の人口は約13,500人である。
ディンクラーゲは、1995年9月16日に「シュタット」（都市）の称号を与えられた。その後、内市街の大規模な再開発が行われた。
2002年8月にドイツ鉄道はローネの接続交換機を刷新した。2003年12月15日、ディンクラーゲ市議会は、営業休止されていた軽便鉄道の廃止を決定した。古い鉄道の軌道跡は、主にディンクラーゲとローネとを結ぶ自転車道の建設に利用された。

### ディンクラーゲの各市区
ディンクラーゲは、1939年に以下の村落が合併して成立した。アウフ・デア・ヘルスト（現在は中核市区の一部）、バーレン、ビュンネ、ブルク・ディンクラーゲ、ディンクラーゲ、フライエンシュヴェーゲ（現在はシュヴェーゲの一部）、ヘーネ、ランデスクローネ（現在はビュンネの一部）、ラングヴェーゲ、オステンドルフ（現在はシュヴェーゲの一部）、シュヴェーゲ、フォスディーク（現在はラングヴェーゲの一部）、ヴルフェナウ。
ディンクラーゲ市は、人口の約 85-90 % が住む中核市区（ヴィーク市区とヘルスト市区を含む）および6つの市区、すなわちバーレン市区、ビュンネ市区、ヘーネ市区、ラングヴェーゲ市区、シュヴェーゲ市区、ヴルフェナウ市区からなる。

#### ビュンネ
ディンクラーゲの最も古い市区が、中核市区の西に位置するビュンネ農民共同体である。この集落は872年に初めて文献に記録されている (Bunni)。872年10月17日、ヴァルベルト伯はヴィルデスハウゼンの聖アレクサンダー修道院の設立を記録している。彼は自分と家族のためにこの修道院を庇護した。この修道院は、特に、Holtrup、Holzhausen、Farnthorpe、Ertithorpe、Ebersheide、Sage、Hanstedt、Düngstrup、Lutten、Hollwedel、Bergfeine、Bunne の土地を有していた。これがビュンネの最初の文献記録である。
ヴィルデスハウゼンとの関係は後に途絶えた。1280年4月3日に修道院長ディートリヒ、首席司祭ヨハネス、ヴィルデスハウゼンの修道士総会は、主にディンクラーゲのビュンネに有していた土地を売却した。
ビュンネのようにマイアーホーフ（貴族や教会の所有する農場またはその建物）が存在する、あるいは存在した場所には長い伝統があると推察できる。マイアーホーフの多くは800年頃のカール大帝の治世にすでに造営された。これらは、「マイアー」と呼ばれたフランク王国の官吏が所有した。彼らは元々主に軍務従事者であり、安寧と秩序のために奉仕していた。マイアーホーフの住民は特別な地位にあった。彼らは公証の証人としても頻繁に利用された。彼らは通常、自分のマイアーホーフがある集落の名前をファーストネームとしていた。古い文献にド・ブンネ（フォン・ブンネ）と記載されている人物は、ビュンネのマイアーホーフの所有者、あるいは同居者であったと推測される。姓が固定されるのは、もっと後の時代である。ビュンネに該当すると推測される人物には以下がある: 1224年と1235年の Ludolf de Bunne、1229年の Ortgisus de Bunne、1242年の Wernerus de Bunne、1254年と1259年の Wolterus de Bunne、1300年の Manna und Arnoldus de Bunne。
1350年9月27日付けの文書には Bunne in parochia Dinglaghe（ディングラーゲ教区の Bunne）と記載されている。宗教改革後、信仰は混在した。1682年にここには 94人のプロテスタント信者がいた。1671年まで西半分がバートベルゲン教会に属したが、この年にディンクラーゲ教区に移管された。
その後数世紀ビュンネは宗教改革と国境紛争の混乱を免れることはできなかった。この集落は西側の一部を除いて常にディンクラーゲに属した。
1703年、ディンクラーゲのリッバース管区長は、かつてバートベルゲン＝オスナブリュックに属し、現在はミュンスターに属しているヴルフェナウ農民共同体およびビュンネ農民共同体西部の信者は、教会に会堂がないため、遠くの、会堂を有するバートベルゲンのルター派教会まで行かなければならないと訴えた。
ミュンスター司教フリードリヒは、1925年7月4日にビュンネのマイアーホーフの半分をヨハン・フォン・ボックラーデンにレーエンとして与えた。アルンス＝ビュンネマイアー農場とディーアス＝ビュンネマイアー農場が元々はマイアーホーフを形成していたいことは疑いない。両農場は完全相続財産の一部であった。
ビュンネでは2022年に農民共同体発足1150年式典が挙行された。

#### シュヴェーゲ
シュヴェーゲは1160年に初めて文献に記録されている (Svege)。Svege という地名は、家畜（主に牛）の放牧地を意味している。
シュヴェーゲ市区は中核市区の南西に位置し、旧シュヴェーゲ集落、フライエンシュヴェーゲ集落、オステンドルフ集落が統合されたものである。オステンドルフ（Ossendörpe とも呼ばれる）は、面積は小さいが、かつてロルフ＝オステンドルフ農場およびシュルテ＝オステンドルフ農場があった重要な集落である。シュルテ＝オステンドルフ農場は現在も存在する（現在の名称はシュルテ農場）。
三十年戦争後の1652年、シュヴェーゲには約120人が住んでいた。1721年の人口は296人、1837年は443人、1905年は359人であった。第二次世界大戦後の1950年には、昔からの住民408人に加えて、旧ドイツ東部領土から追放された人々215人が定住した。
2010年に850年式典が開催された。

#### ラングヴェーゲ
中核市区の南に位置するラングヴェーゲ市区は、1402年に初めて文献に記録されている (Lancwede)。

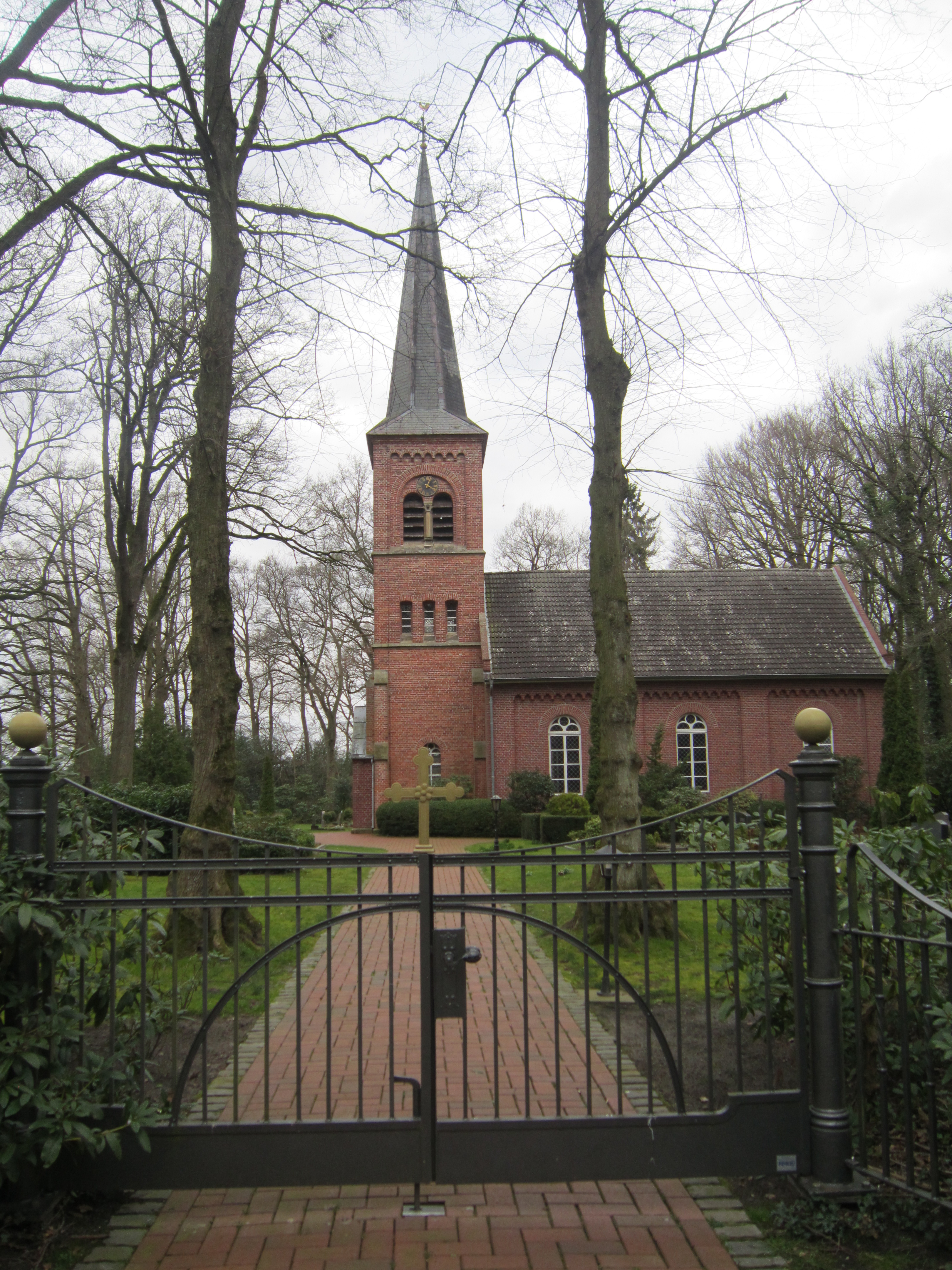
福音主義ヴルフェナウ教会

2002年に600年式典が開催された。

#### ヴルフェナウ
中核市区の北西に位置するヴルフェナウ市区は、1390年に初めて文献に記録されている (Wolfswiese)。ヴルフェナウは、三十年戦争以前はキルヒシュピール・バートベルゲンに属していた。1671年にビュンネの西部とともにキルヒシュピール・ディンクラーゲに移管された。
ヴルフェナウ福音主義教会近くの墓地には、レッシング家の墓所がある。エルンスト・コンラート・クリスティアン・フォン・レッシングは1810年にラーゲ騎士領を相続した。この土地はレッシング家の地方行政単位であるアムト・クロッペンブルクに属したが、グルフェナウ福音主義教会が行政実務を担っていた。この貴族家の最後の男系相続者は1934年に亡くなった。この土地は1948年までこの家族の所有であった。

#### バーレン
中核市区の北に位置するバーレン農民共同体は、19世紀に初めてその名が文献に記録されている。かつては バーリンゲンと呼ばれ、さらにそれ以前はボリンゲンまたは単にボレンと呼ばれていた。これは台地の平坦部を意味する。ここには1500年頃に約15の農場があった。

#### ヘーネ
ヘーネは中核市区の北西に位置する。現代の標準ドイツ語で hohes Feld（高い野原）にあたる hoene veld という地名は、湿地の中の盛り上がった場所を表している。

#### ヴィーク
ヴィークは中核市区の北東に位置する。
ヴィークには、ヤーンシュターディオン、TV ディンクラーゲのいくつかのトレーニング施設、体育館、屋外プール、テニスコート、スカッシュコートなど、多くのスポーツ施設がある。

#### ヘルスト
ヘルストは中核市区の南部にあたる。
ヘルストは中核市区で最も古い定住地の1つである。地名の通り岡の上の森であるこの地域は、かつてディンクラーゲ城に直接属していた。この集落は「ディンクラーゲ領主家」の所有下にあり、19世紀まではフォン・ガーレン家の役所があり、ディンクラーゲ城の使用人たちが住んでいた。

## 住民

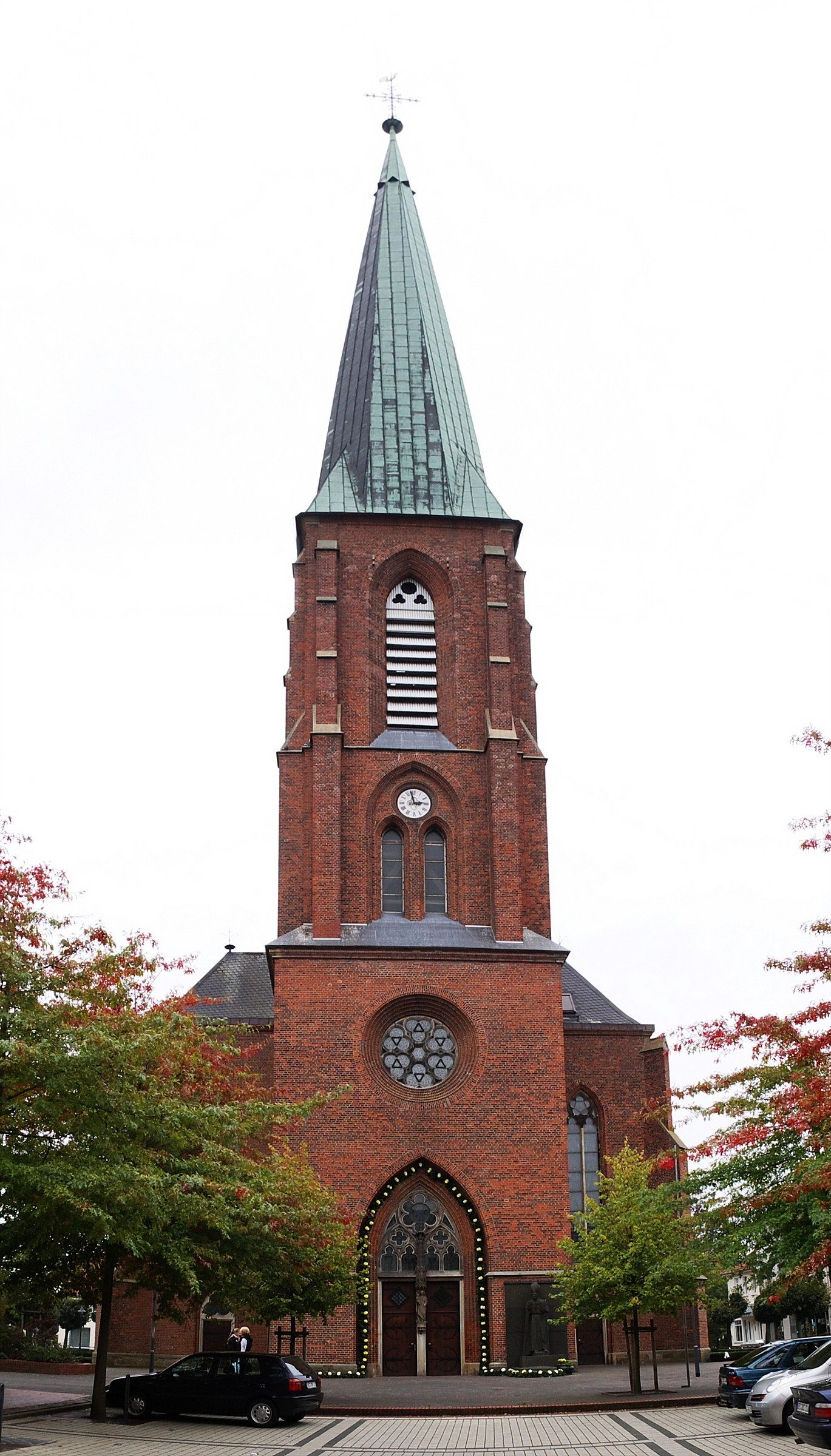
カトリック聖カタリナ教会

### 宗教
ディンクラーゲは、対抗宗教改革（17世紀半ば）以降、カトリックの信仰が根付いている。エキュメニズムの思想は、第二次世界大戦後にディンクラーゲに入った。
非キリスト教住民は、20世紀末からディンクラーゲに定住している。

#### 宗教統計
ディンクラーゲ市によれば、2024年1月1日現在、住民の 59.98 % がカトリック、15.98 % が福音主義を信仰しており、24.04 % が無宗教または他の宗教団体に属している。

#### キリスト教
- カトリックのディンクラーゲ聖カタリナ教会
- 福音主義ルター派ディンクラーゲおよびヴルフェナウ教会
- ベネディクト女子修道会ブルク・ディンクラーゲ修道院

ロシア、ギリシア、その他の東欧および南欧諸国からの移民により、正教会信者もディンクラーゲに住んでいる。

#### イスラム教
特にバルカン半島、中近東、その他の地域からの移民によりディンクラーゲにはイスラム教信者も住んでいる。

## 行政

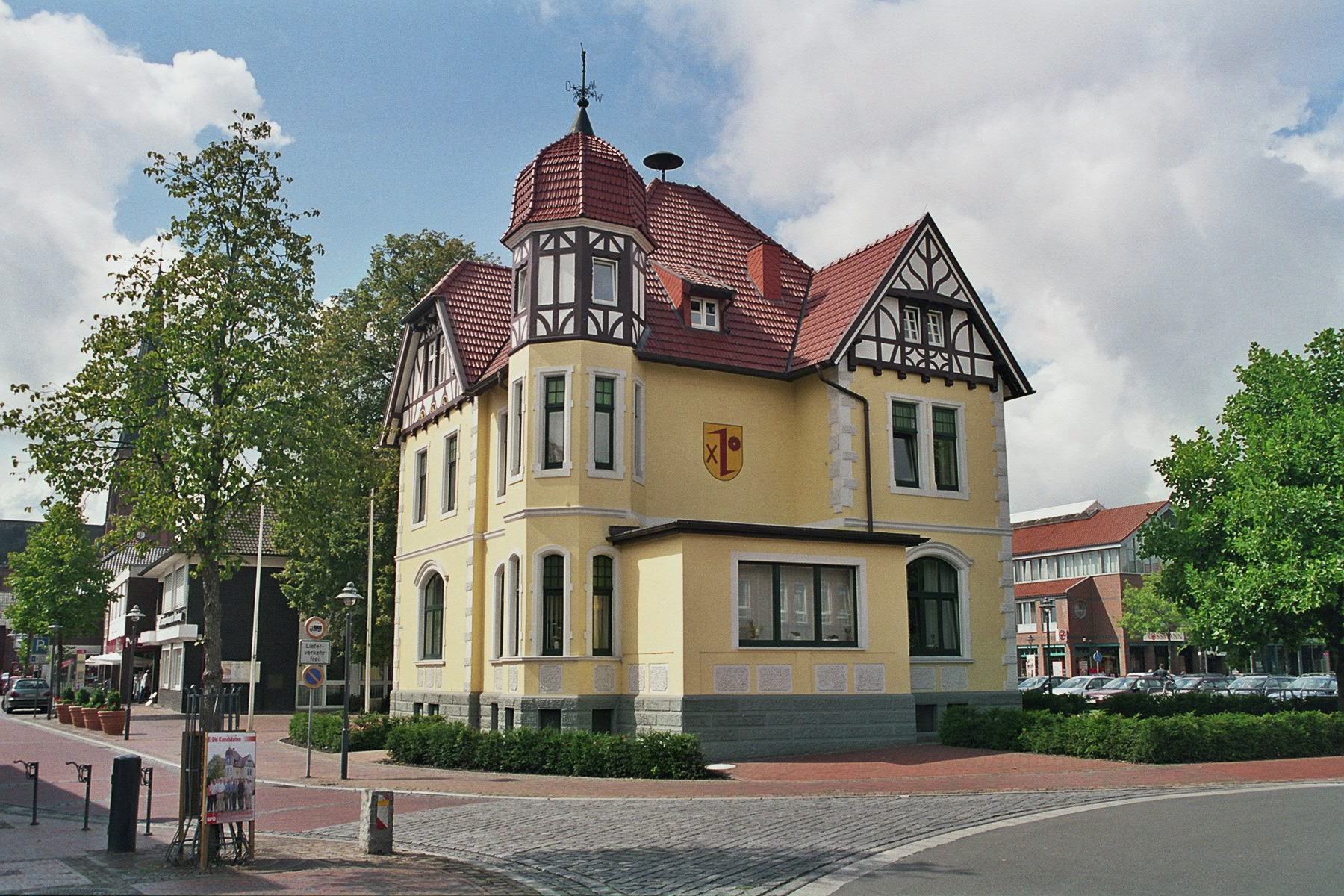
ディンクラーゲ市庁舎

### 議会
ディンクラーゲ市の市議会は24議席からなる。人口12,001から15,000人の自治体の議員定数は30議席であるが、市議会の決議に基づき、6議席削減されている。24人の議員は5年ごとに住民選挙によって選出される。
市議会には、これらの議員に加えて、市長が参加し、投票権を有している。

### 首長
ディンクラーゲ市の専任市長は、2024年9月現在、カール・ハインツ・プットホフ（無所属）が務めている。2021年9月の市長選挙でプットホフは、唯一の立候補者として、77.78 % の支持票を獲得して市長に選出された。前任者のフランク・ビットナーはこの選挙に立候補しなかった。
第二次世界大戦以後の首長を列記する。
- ユリウス・メッケル（1945年 - 1946年）
- ルートヴィヒ・ミッデンドルフ（1946年 - 1948年）
- ゲオルク・マイヤー（1948年 - 1952年）
- ヨーゼフ・ハーファーカンプ（1952年 - 1956年）
- ヨーゼフ・ハッハメラー（1956年 - 1964年）
- ハインリヒ・ホイマン（1964年 - 1968年）
- ハインリヒ・コルベック（1968年）
- ゲルハルト・ポイカー（1968年 - 1981年）
- ヨーゼフ・カーテ（1981年 - 2001年）
- ハインリヒ・モーアマン（2001年 - 2014年）
- フランク・ビットナー（2014年 - 2021年）
- カール・ハインツ・プットホフ（2021年11月1日 - ）

### 姉妹都市
- エプヴィル（フランス語版、英語版）（フランス、セーヌ＝マリティーム県）1986年

### 紋章
図柄: 金地に赤いヴォルフスアンゲル。その向かって左側に赤いアンドレアス十字、向かって右側に金の蕊を持つ赤いバラが添えられている。
ディンクラーゲ家の紋章からアンドレアス十字とバラが、ガーレン家の紋章から赤いヴォルフスアンゲルが、ディンクラーゲ市の紋章のモチーフとして取り入れられている。「この街の最も重要な家系の紋章からこれらの中心的なモチーフを採り入れて統合することにより、街の歴史を紋章学的に効果的に表現している。」

## 経済と社会資本

### 経済
この街の工業的発展は、19世紀に始まった。1837年のディンクラーゲには、火酒の蒸留所が4社、ブルワリーが8社、搾油所が8社、タバコ工場が1社、ロウソク工場が1社、穀物の製粉所が3社あった。19世紀の工業化のパイオニアが、織布工場のファン・デア・ヴァル（1978年廃業）と機械製造業のハルトハウス（後のヴェールハーン、1850年創業、1976年廃業）であった。

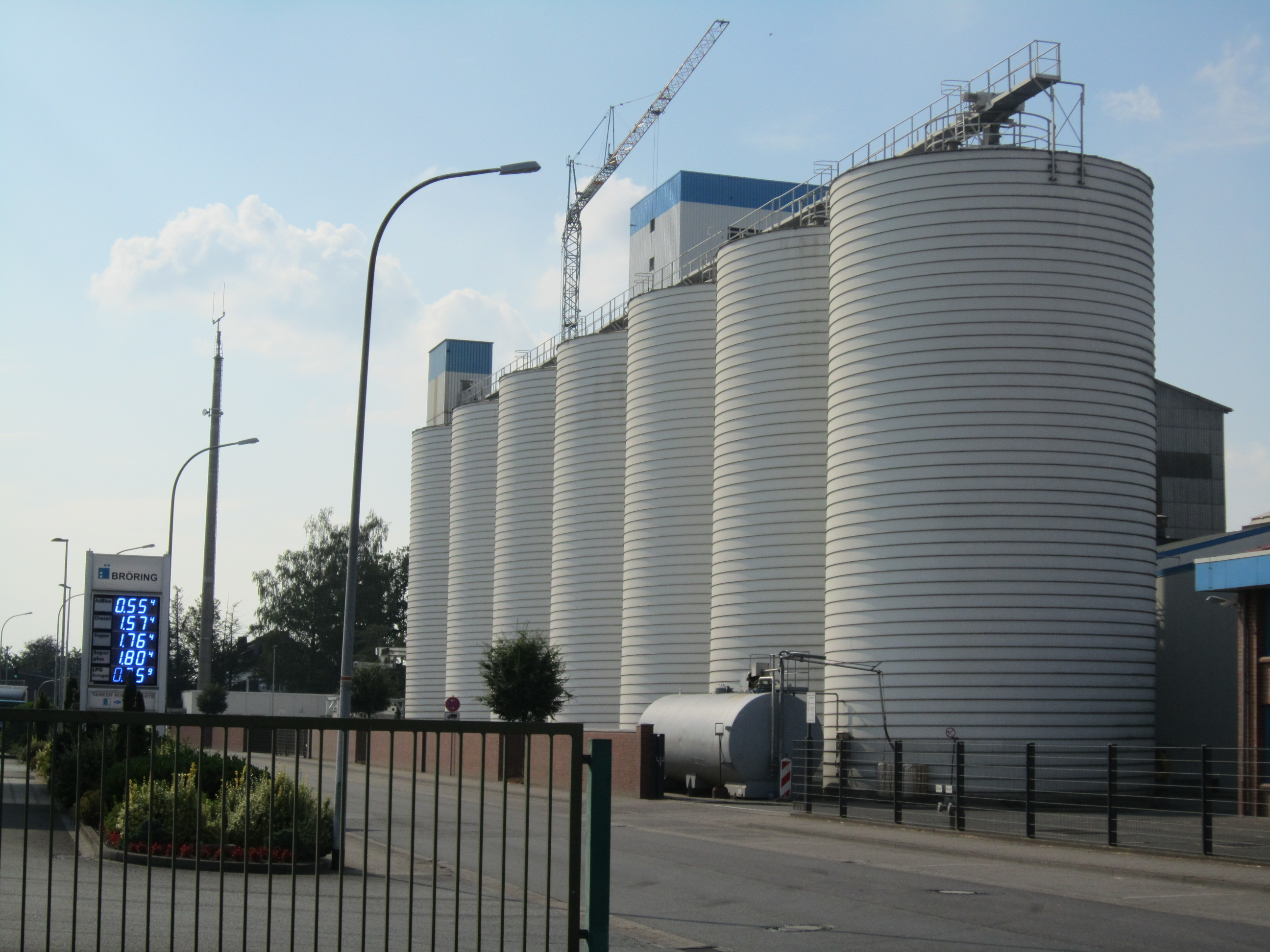
ブレーリング社の混合飼料サイロ

ディンクラーゲは、経済的には農業や食品製造・加工業が中心で、飼料産業や設備業者とネットワークで結ばれている。この他にディンクラーゲには、様々な工業、手工業、商業およびサービス業者が存在する。
ディンクラーゲに本社を置く全国的に知られた業者には以下のものがある。
- ブレーリング企業グループ（飼料製造、農産物販売）
- オルデンブルガー・インテリア GmbH &Co. KG（ヨット、船舶、飛行機の内装設備）
- ヒルゲフォート GmbH（鉄鋼加工業）
- アルヴィト GmbH（食品、化学、薬品産業向けの充填、シーリング機製造業者）

#### 農林業
フォン・ガーレン貴族家は、ディンクラーゲンを構成する旧町村の財産を失う以前は、土地の貸主として、あるいは森林所有者として重要な役割を担っていた。
現在、ディンクラーゲ市の農業用地は 5181 ha（市の面積の 71.2 %）、林業用地は 783 ha (10.8 %) を占める。

### 交通

#### 道路
ディンクラーゲは、連邦アウトバーン1号線（ハンザ街道）沿い、ブレーメンとオスナブリュックとのほぼ中間に位置しており、インターチェンジ Nr.65（ローネ/ディンクラーゲ・インターチェンジ）経由でアクセスできる。市南部のラングヴェーゲ市区を連邦道214号線が通っている。ディンクラーゲ内の州道および郡道網は全長約 35 km、市道は 133 km である。

#### 公共旅客交通
軽便鉄道ローネ - ディンクラーゲ線は1904年に開業した。現在は完全に撤去されているこの路線の旅客営業は1954年に廃止され、公共貨物交通も1999年末に廃止された。
最寄りの駅は、ローネ、ホルドルフ、クヴァーケンブリュックにある。最寄りの遠距離鉄道の駅は、ディープホルツ、オスナブリュック、ブレーメンにある。
平日はバス路線ディンクラーゲ - ブロックドルフ - ローネ線（661番）が運行している。
2013年秋に、郡全域でルーフブス＝プロジェクト moobil+ が開始された。このためにディンクラーゲ市内に70以上の停留所が設けられた。moobil+ バスは、平日にはディンクラーゲおよびその市区とホルドルフ（633番、2時間間隔）、ローネ（660番、1時間間隔）、クヴァーケンブリュック（638番、2時間間隔）とを結んでいる。郡庁所在地フェヒタとの間の moobil+ バス（630番、2時間間隔）も2016年秋から運行している。

#### 空港
最寄りの国際空港は、ブレーメン空港（北に 70 km）およびミュンスター/オスナブリュック空港（南に 80 km）である。これよりも大きな空港としては、約 250 km 離れたアムステルダム・スキポール空港がある。これよりも近い半径 200 km 圏内には、ハノーファー空港 (150 km)、ドルトムント空港 (150 km)、ハンブルク空港 (200 km)、デュッセルドルフ空港 (200 km) がある。最寄りの交通飛行場（小型機用飛行場）はダンメに、グライダー飛行場はクヴァーケンブリュックにある。

### 医療、健康
- 多くの専門クリニック（産婦人科、外科、内科、眼科）
- 多くの一般クリニック
- 歯科医院 5院
- 薬局 3軒
- 背中と関節の専門医療センター
- 理学療法、作業療法、物理療法のための医療施設 6院
- 言語療法のための医療施設 2院
- 老人/介護施設 1箇所
- ホスピス 1軒（聖アナ・ホスピス）
- 社会福祉ステーション（介護施設） 2軒
- フィットネスセンター 2軒（メディフィット、TDVアクティヴセンター）

最寄りの公共の一般病院は、ローネにある。この他、近隣では、フェヒタ、クヴァーケンブリュック、ダンメに病院がある。
かつてこの街にあったカトリック教会が運営する病院は、1852年に設立され、1990年代に閉鎖された。その建物は現在、健康センターと聖アナ・ホスピスに利用されている。

### 教育

#### 歴史的な教育機関
後に実科学校、現在はオーバーシューレとなっている「私立レクトラートシューレ」は、1868年に設立された。

#### 幼稚園と託児所
- 幼稚園 7園（障害児のためのリハビリグループを擁する幼稚園を含む）
- 放課後教育センター 2箇所
- 治療教育グループ 2箇所
- 託児所 1箇所

#### 一般教育学校
- 基礎課程学校 2校（カーディナル＝フォン＝ガーレン＝シューレ、ヘーナー・マルク基礎課程学校）
- オーバーシューレ

一般教育および専門教育ギムナジウム、私立ギムナジウムはローネ（ローネ・ギムナジウム、ローネ経済ギムナジウム、ローネ工学ギムナジウム）、クヴァーケンブリュック（アルトラント＝ギムナジウム・クヴァーケンブリュック）、フェヒタ（ギムナジウム・アントニアヌム・フェヒタ、リープフラウエンシューレ（教会が運営する私立の女子ギムナジウム）、コレーク・ザンクト・トーマス（教会が運営する私立ギムナジウム））にある。
職業訓練学校は、近隣ではフェヒタ、ベルゼンブリュック、ローネ、ディープホルツにある。

#### その他の学校、教育機関
- 音楽学校（ロムベルク音楽学校）
- 市民大学（クレメンス・アウグスト・ヴェルク）
- 養護学校（カーディナル＝フォン＝ガーレン＝ハウス: ヨーゼフ財団が運営する身体的、運動的発達に重点を置いた全寮制学校）

### メディア
平日には、「オルデンブルギシェ・フォルクスツァイトゥング」（フェヒタ）と「ノルトヴェスト＝ツァイトゥング」（オルデンブルク）が刊行されている。
テレビ局「レギオtv」がこの地域の情報を放送している。

### 公共施設、社会福祉施設

#### 公共施設
- カトリックの公共図書館 聖カタリナ図書館
- 屋外プール
- 屋内プール
- 青年集会所
- レムベルク音楽学校 e.V.
- 集会所
- 多くの体育館や運動場
- 市民公園
- 警察署
- 消防団

#### 社会福祉施設および組織
- 健康センター
- 聖アナ老人ホーム
- ディンクラーゲ＝シュタインフェルト＝ミューレン社会福祉施設
- プロ・ヴィータ - フュア・ダス・レーベン
- カトリック男女社会サービス
- クライダーカンマー
- クロイツブント（中毒患者のための自立支援グループ）
- リューマリーガ
- マルタ支援サービス
- 聖アナ・ホスピス
- フェヒタ・ヨハネ協会 e.V. の市外居住グループ
- 社会教育・学習療法支援協会 e.V. (VSL) のディンクラーゲ・デイグループ
- 家族・児童サービスビューロ

## 文化と見所

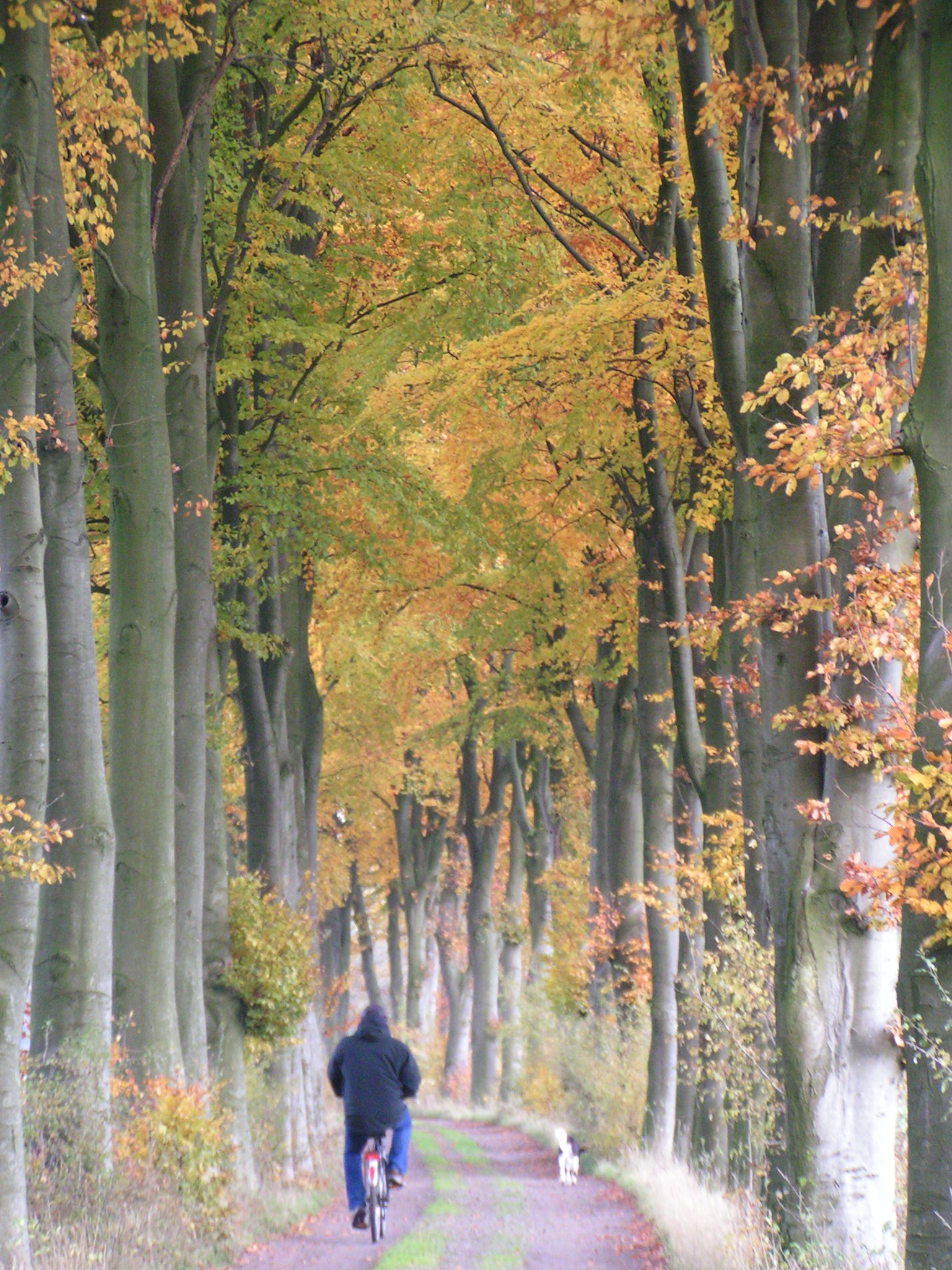
ディンクラーゲ城近くのブナの並木道

### 保護地区と景観地区
ブルクヴァルト・ディンクラーゲ（ディンクラーゲ城の森）: この森林地区は、ディンクラーゲの住宅地域のすぐ東に接しており、森の名前の由来となったかつてのディンクラーゲ城の近くには、広葉樹の長い木立が続いている。ヨーロッパナラを含む酸性の土壌を好む古木のオークの森が最大面積を占めており、その間に小さな広葉樹林がある。2017年までブルクヴァルト全域とそれに接する林業に利用されていた土地が景観保護区として保護対象となっていた。この 126 ha の景観保護区は、2017年10月に自然保護区（ブルクヴァルト・ディンクラーゲ自然保護区）に格付けられた。さらに南西部のコッペルヴィーゼが同様に新たな自然保護区に指定された。結果的に、自然保護法上のブルクヴァルトにあたる地区は、1992年から存在する自然保護区、2017年に完全に統合された広さ 118 ha のFFH地区「ディンクラーゲ城周辺の森」、2017年に現在の状態となった1983年に指定された景観保護区の一部からなる。後者は、ディンクラーゲ鳥獣園とディンクラーゲ城に直接隣接する 27 ha の地域がこれに相当する。
ディンクラーゲには13件の自然文化財が指定されている。
ディンクラーゲ市周辺にはこの他にも景観上興味深い地域が多くある。たとえば以下の場所である。

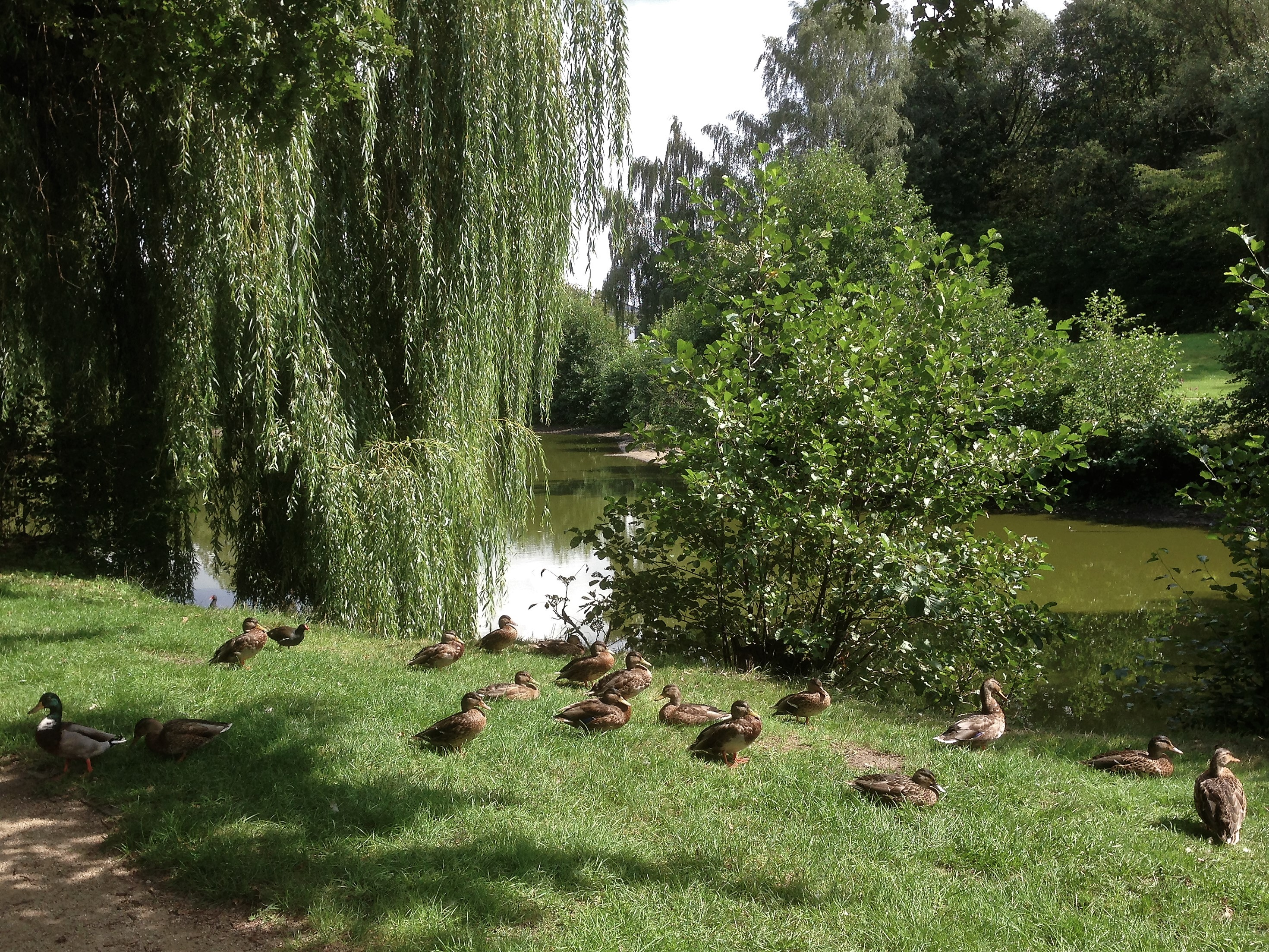
ディンクラーゲ市民公園

- ボックホルスター・モーア景観保護区
- ヴルフェナウアー・ヘイデ
- ヘーナー・ハイデ
- ビュンナー・ヴォールト

### 公園、緑地

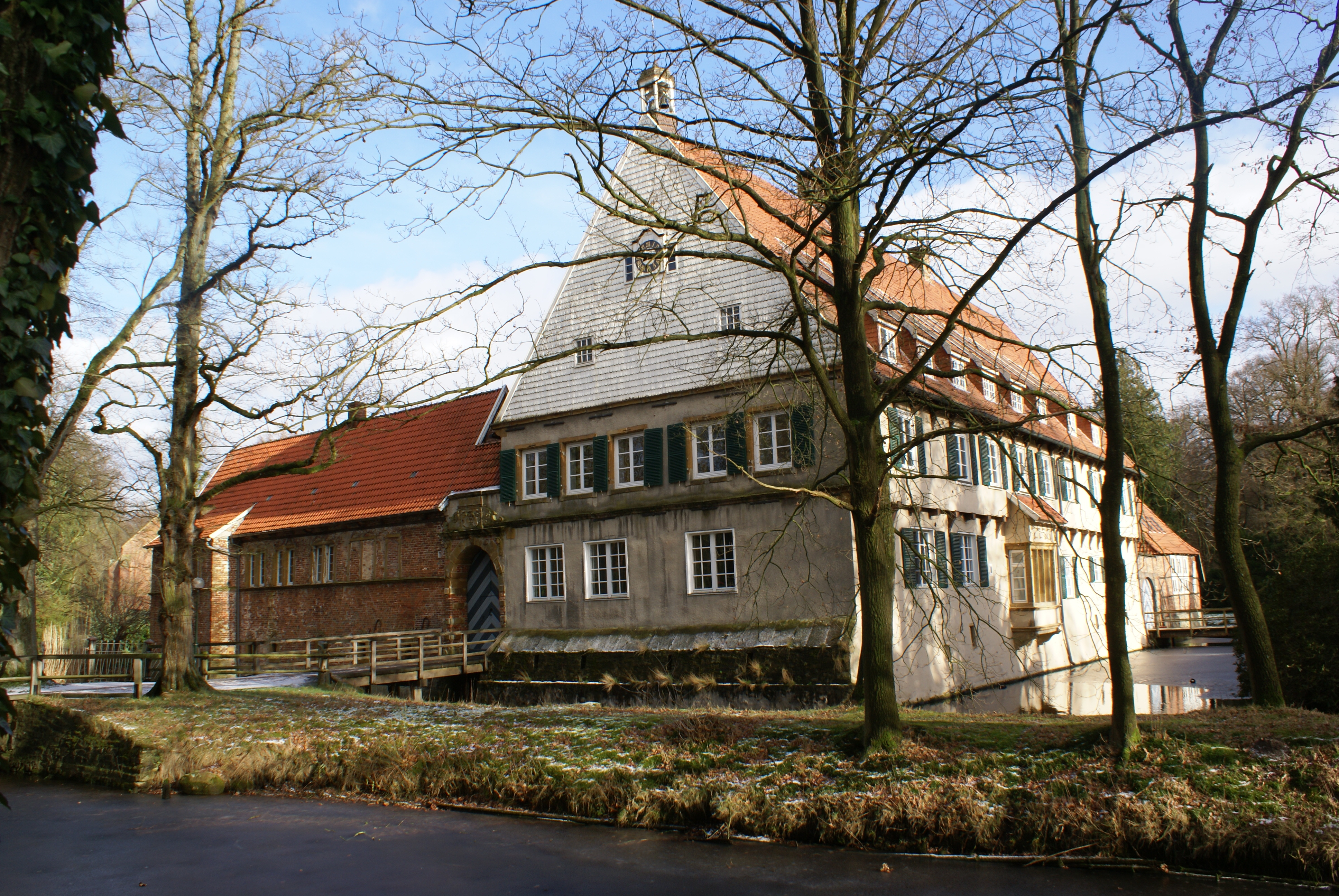
ディンクラーゲ城（ディートリヒスブルク）

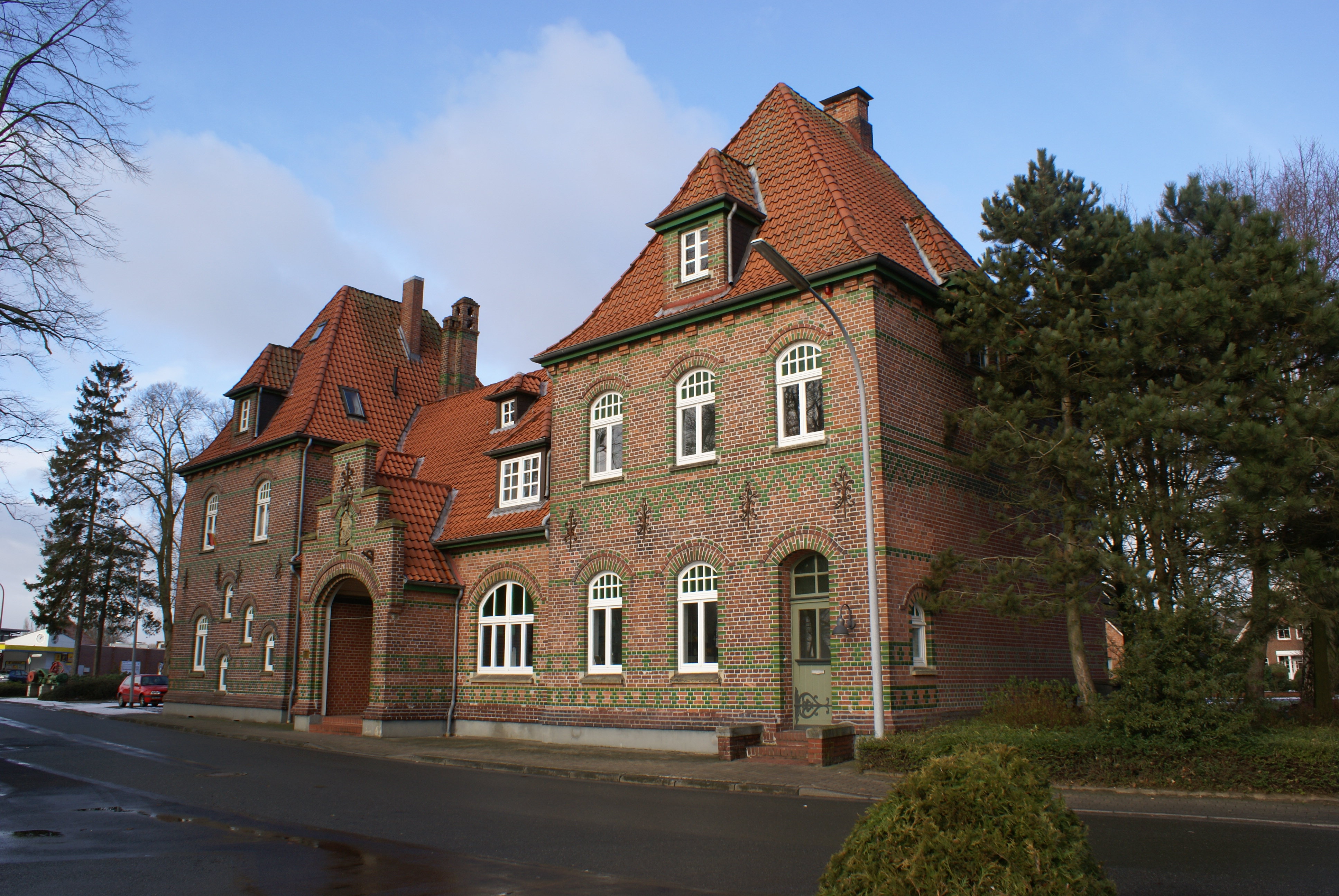
旧駅舎

- 市民公園[24]
- シュヴェーゲ穀物園[25]

### 建築

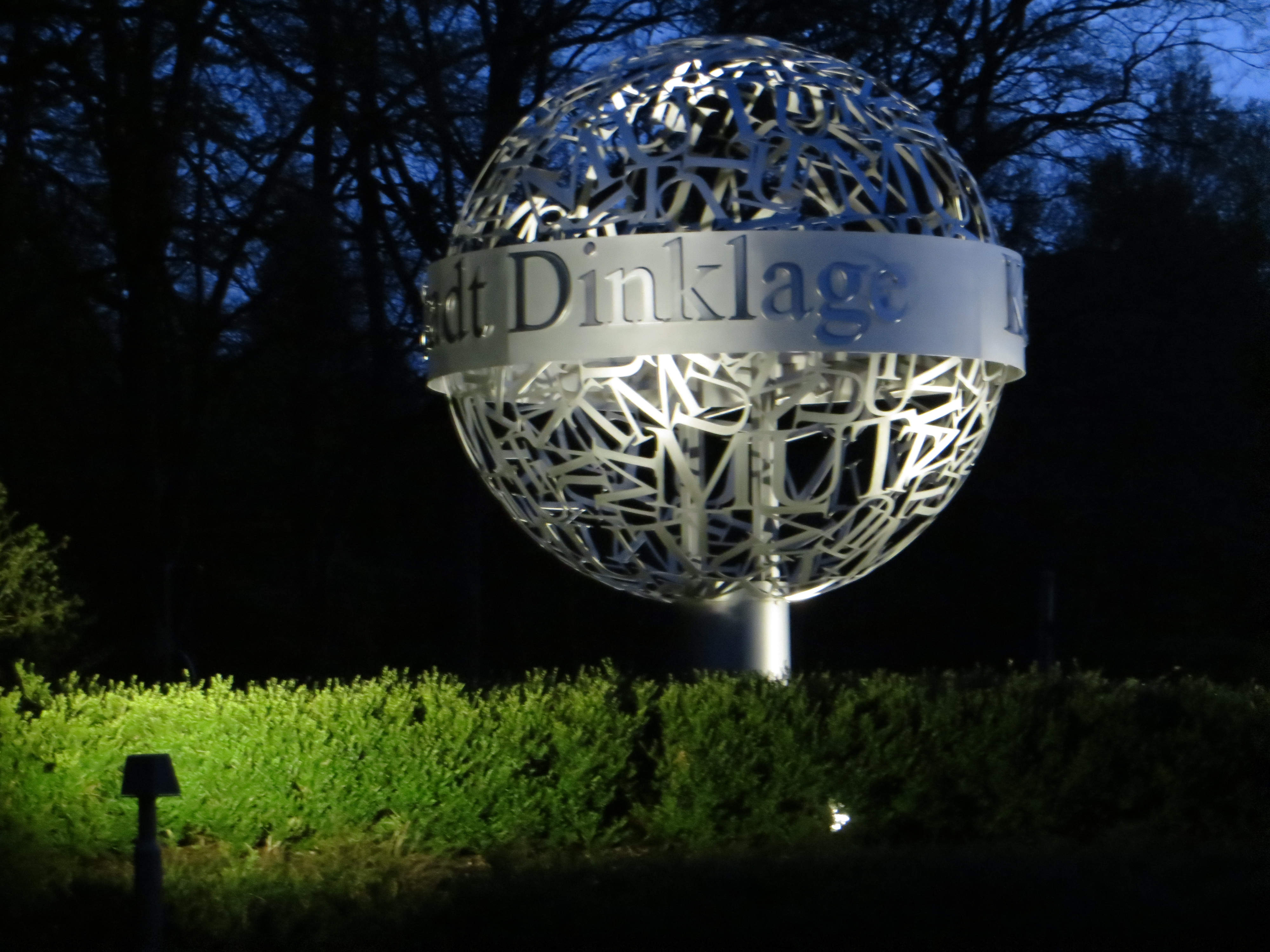
「Mutkugel」

- ディンクラーゲ城（ディートリヒスブルク）は、オルデンブルガー・ミュンスターラント最大のヴァッサーブルク（水城）である。この城は15世紀に建設された。ディートリヒスブルクは1588年に相続によりレーデブール家の所有となった。1641年にフェヒタのアムトの長官であったハインリヒ・フォン・ガーレンがレーデブール家のこの相続財を借り受け、ディートリヒスブルクに居を構えた。1663年、レーデブール家の相続争いに乗じて、ミュンスター司教領主であったクリストフ・ベルンハルト・フォン・ガーレン（ドイツ語版、英語版）はディンクラーゲの地所を弟で借主のハインリヒに強制的に与えた。レーデブール家はこれに対して法的措置を執った。フォン・レーデブール家の相続人とクレメンス・アウグスト・フォン・ガーレン男爵（1803年に伯に昇格）との間で和解が成立したのは1801年になってからであった。1941年、クリストフ・ベルンハルト伯はディンクラーゲ城をフィネンベルク修道院から避難したベネディクト女子修道会の修道女たちに対して避難所として提供した。修道女らは1945年にフィネンベルクに戻った。1946年からは、アレクサンドルフの聖ゲルトルート修道院のベネディクト女子修道会の修道女たちがこの城に住んだ。城は1949年にこの修道院の所有となった。
- ブルクカペレ（城砦礼拝堂）は1844年に建設され、ディンクラーゲ城（ディートリヒスブルク）の近くに位置している。ディンクラーゲのブルクカペレ内には多くのガーレン家の人物が葬られている。礼拝堂が建設される以前、1840年まではここにフーゴーブルクという城があった。
- 旧レンタイ（領主の役所）もディンクラーゲ城（ディートリヒスブルク）の近くにある。ここには1677年までヘルボルツブルクという城があった。
- シュヴェーガー・ミューレ（直訳: シュヴェーゲの風車、別名ボイケンス・メールンまたはホレンダー・ガレリーミューレとも呼ばれる）は、1848年に建設された風車である。19世紀前半、ディンクラーゲ地方には城の近くの伯の水車とヘーネとバーレンのためのホルトハウスの水車だけが稼働していた。農民たちは、しばしば、穀物が水車小屋で製粉されるまで長い間待たねばならず、新たな風車/水車が必要であった。このため、1848年にフランツ・ハインリヒ・グローセ・ベックマンは、ディンクラーゲ近郊のヴィークに新しい風車を建設することにした。彼は城の近くに農場を有していた（城の森の入口にある小さな森は現在でもボイケンス・ブスクと呼ばれている）。しかし、伯はこの土地に新しい風車を造ることを許可しなかった。それには2つの理由があった。第1に伯の水車に近過ぎたこと、第2に森に隣接する風の条件が風車を稼働するのに適していなかったことであった。そこでフランツ・グローセ・ベックマンは、シュヴェーゲの農民であるクレメンス・アウグスト・シュルテ＝オステンドルフと協力することにした。2人は共同で、シュヴェーゲ （オステンドルフ）の、シュルテの小作人の家に近い土地に風車を建設した。そこは風の条件が良く、好都合であった。農民たちは風車が早く完成して稼働することを望んでおり、建築資材の運搬を手伝った[26]。このシュヴェーガー・ミューレは、2008年からニーダーザクセン水車/風車街道のステーションとなっている[27]。
- 郷土協会「ヘルリヒカイト・ディンクラーゲ」は、シュヴェーガー・ミューレの他に常設展示「穀物からパンへ」あるいは入れ替え特別展示を行う展示倉庫や、穀物の小径を運営している[28]。
- 高い樹木に囲まれた福音主義ヴルフェナウ教会は、切妻屋根にレンガ造りの、装飾が簡素な単室教会で、1852年に献堂された初期歴史主義様式の礼拝堂教会である。高くそびえる尖頭屋根を戴く西塔（ドイツ語版、英語版）は、1894年に増築された。
- カトリックの聖カタリナ教会は、1878年に建設された。高さ 72 m の教会塔は、オルデンブルガー・ミュンスターラントで最も高い教会建築である。クレメンス・アウグスト・グラーフ・フォン・ガーレン（後のミュンスター司教（ドイツ語版、英語版）、枢機卿）は、1878年にこの教会で洗礼を受けた。
- ディンクラーゲ市の市庁舎は、1903年に Dr. マイヤー邸として建設された。
- 旧駅舎は1907年に建設された。鉄道ローネ - ディンクラーゲ線の完成後に立派な駅舎が完成した。現在は、鉄道としての機能は失われ、郷土博物館として利用されている。
- ホルトハウス邸は、1918年に建設された企業家の邸宅である。グリュンダーツァイト（ドイツ語版、英語版）（普仏戦争後の会社設立ブーム時代）のこの邸宅は、1970年代まで、ホルトハウス・ウント・ヴェールハーン社の本社管理棟として利用されていたが、現在は私邸となっている。

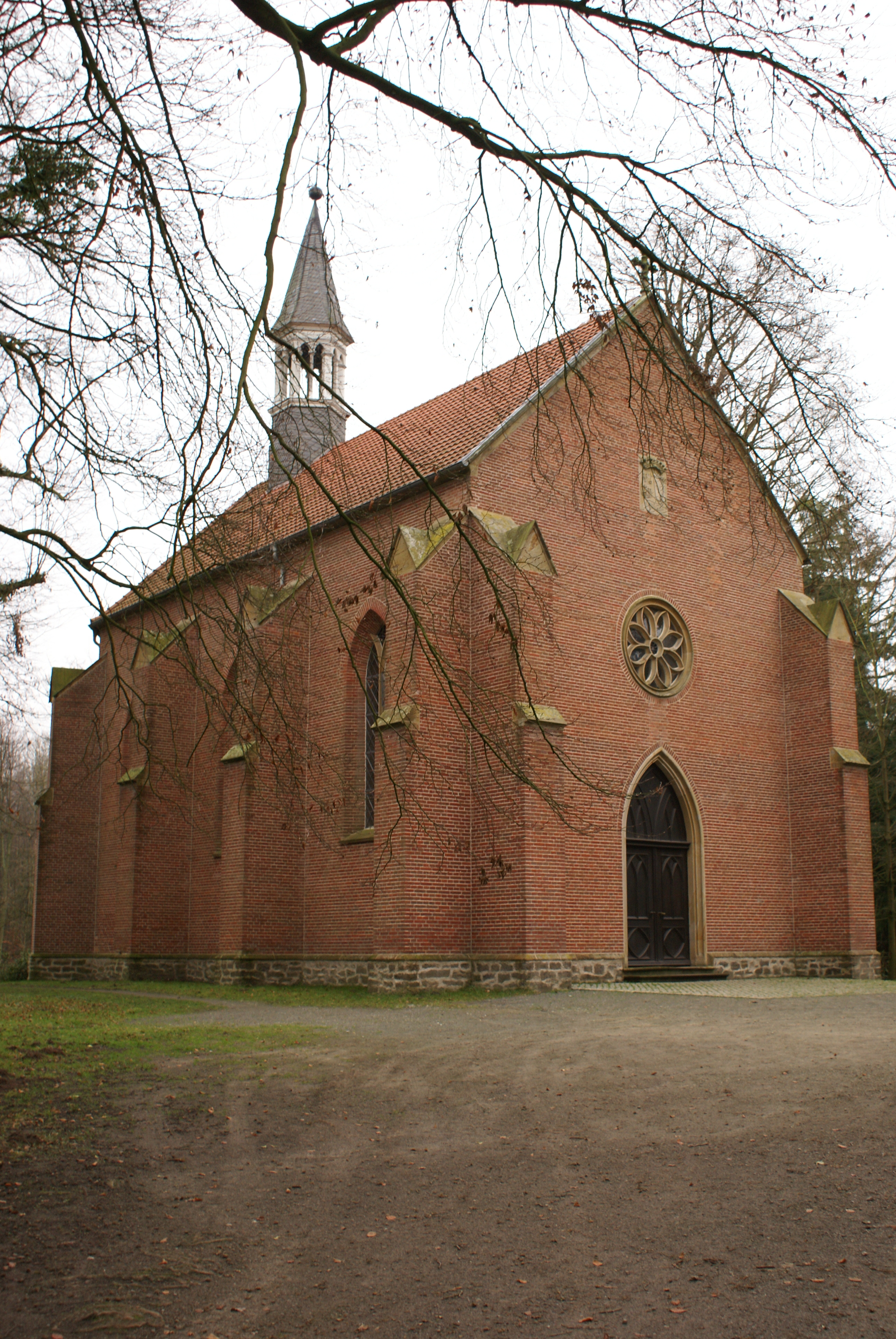
ディクラーゲ・ブルクカペレ
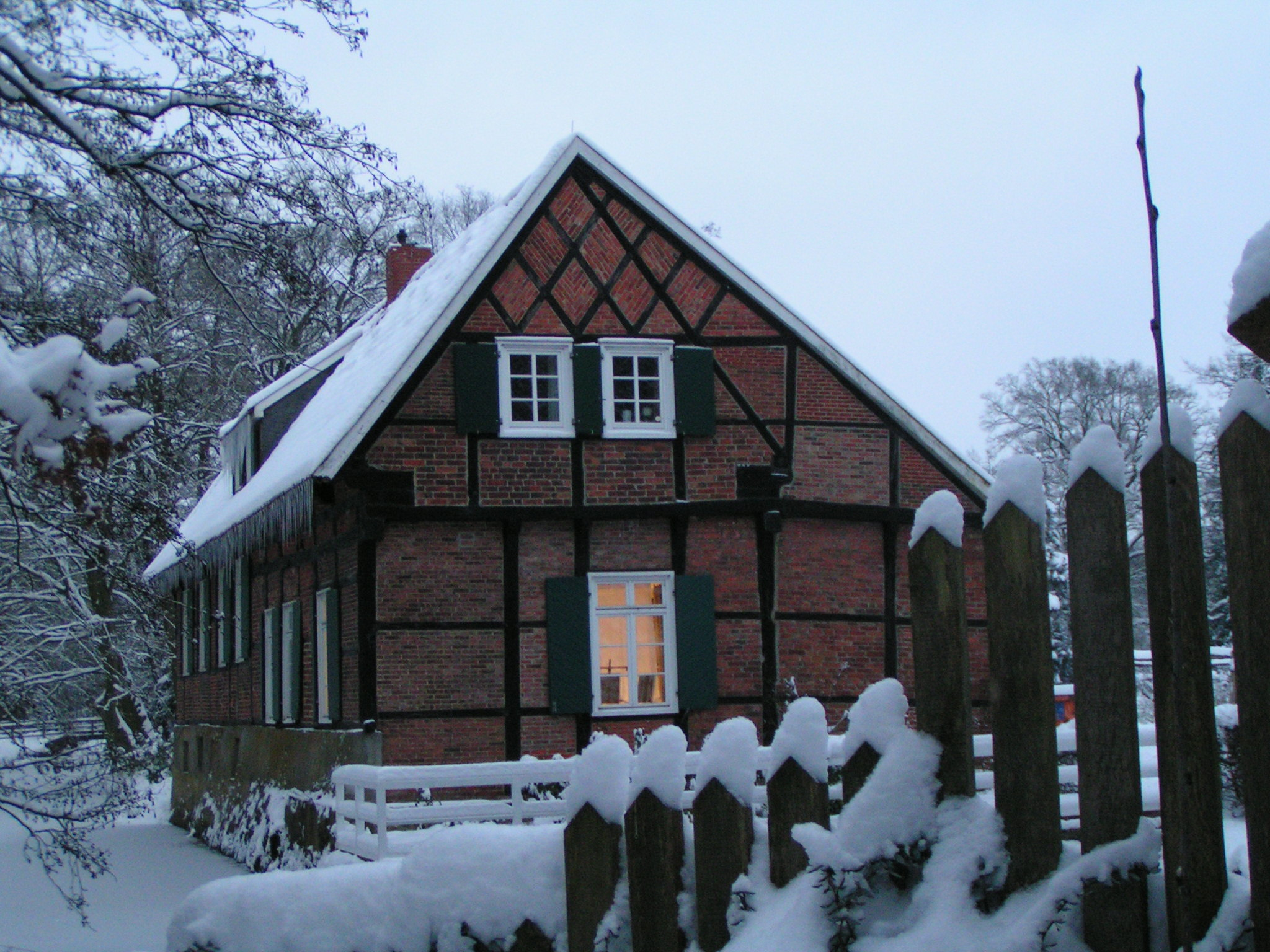
旧レンタイ
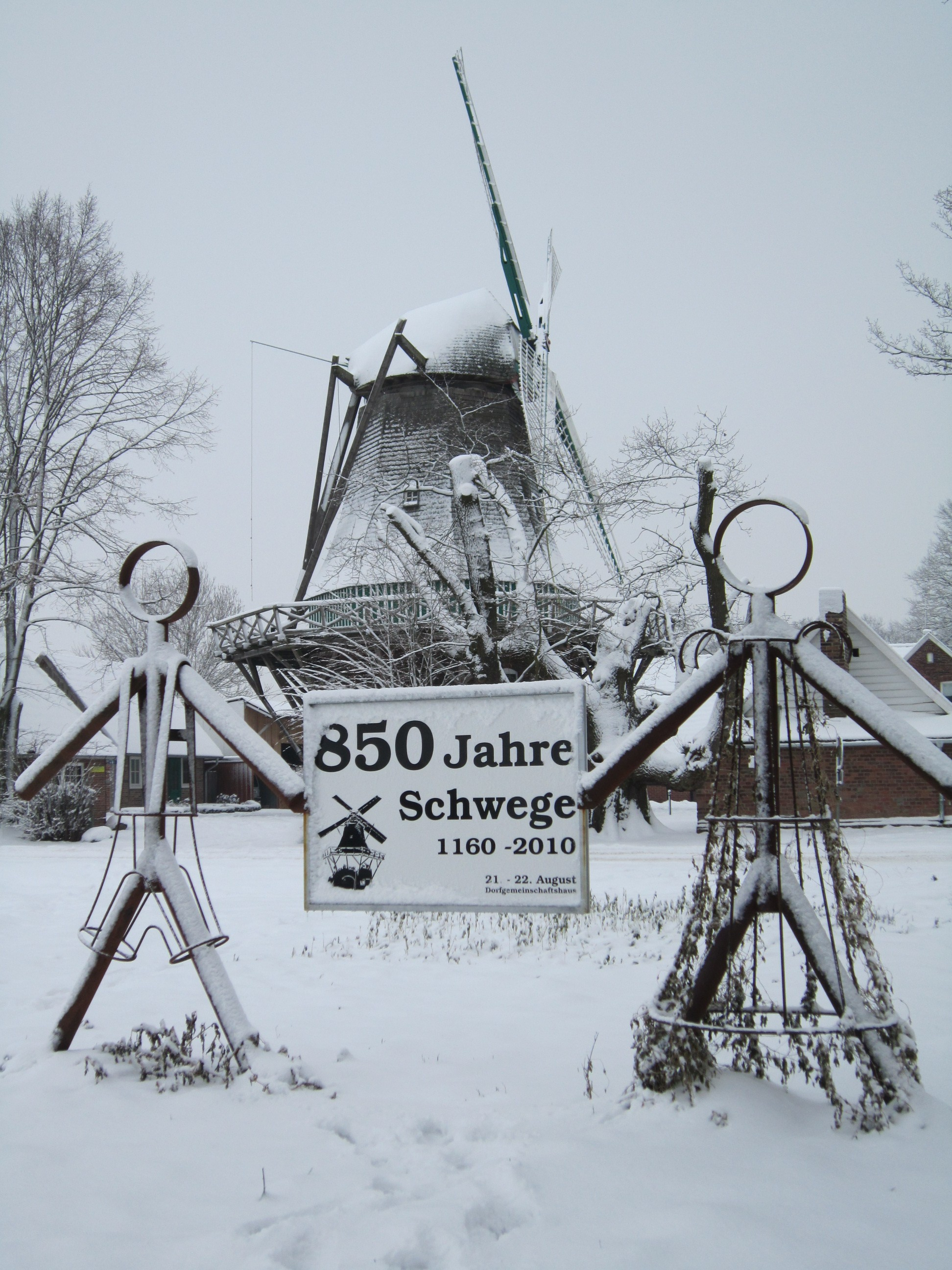
シュヴェーガー・ミューレ
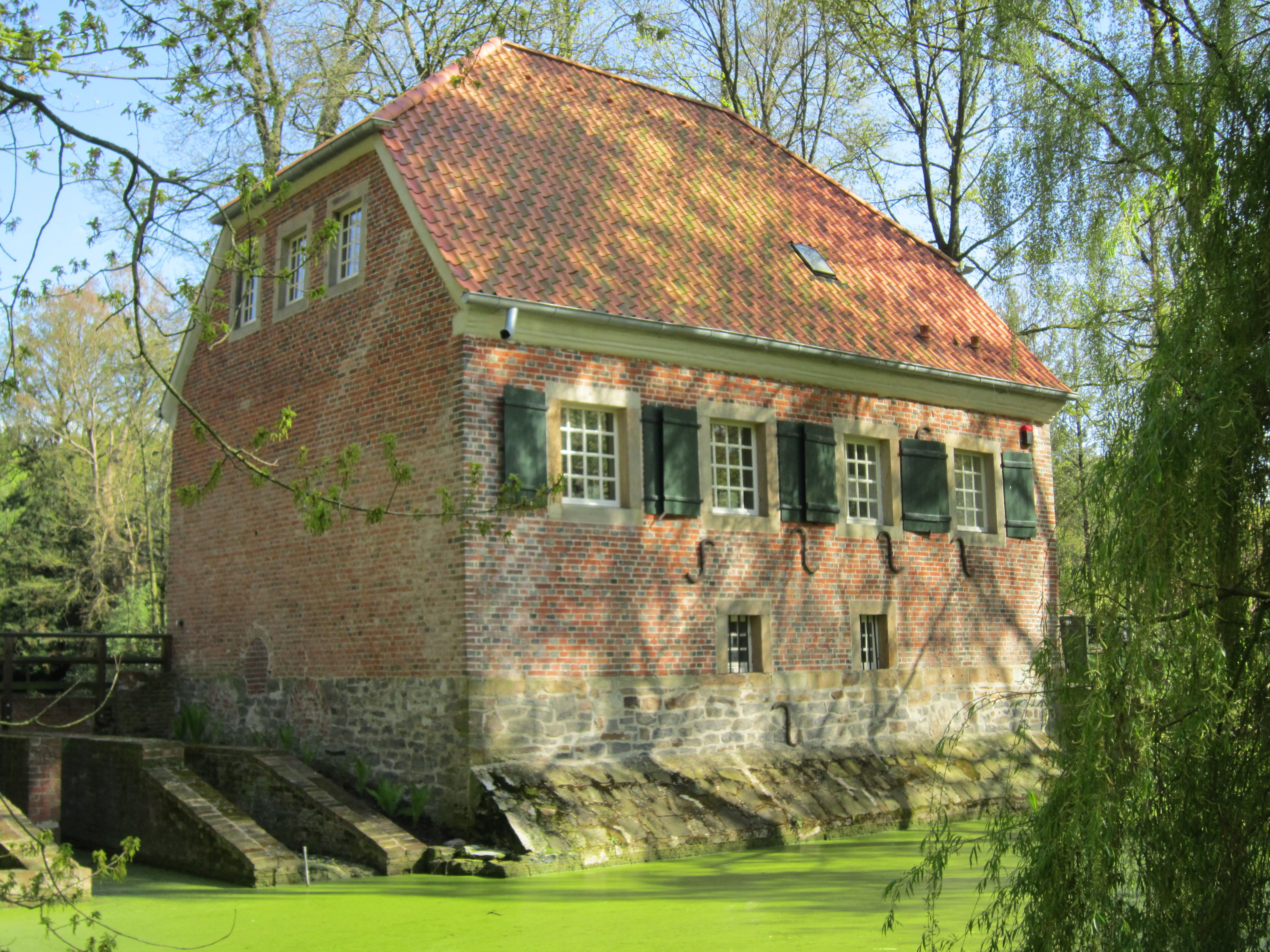
ディンクラーゲ城の水車

### 公共スペースの芸術
ディンクラーゲ環状道路の建設に伴い、多くのラウンドアバウトが設けられた。これらの交差点や、ザンダー通り/ザムスカンプ/ゲーテ通りの交差点に芸術作品が展示されている。ディンクラーゲ環状道路の南東の始点にあるスチール作品「Mutkugel」（直訳: 勇気の珠）は枢機卿クレメンス・アウグスト・グラーフ・フォン・ガーレンを讃えるものである。ディンクラーゲ環状道路のラウンドアバウトの芸術で讃えられている人物はベルンハルト・ロンベルクである（ディンクラーゲ環状道路/メルシェンドルファー通りの交差点）。
ガーレン枢機卿の75回目の命日（2021年3月22日）に「Mutkugel」のミニチュア版が、ディンクラーゲ城と聖カタリナ教区教会との間に設置された。ネポムク橋とマティアス通りとの間に合計8基の碑が建てられ、合わせて「ムート＝ヴェーク」（直訳: 勇気の小径）として機能している。この碑は、ディンクラーゲの生徒たちのデザインに基づいてアルフレート・ブラーマンが制作したものである。

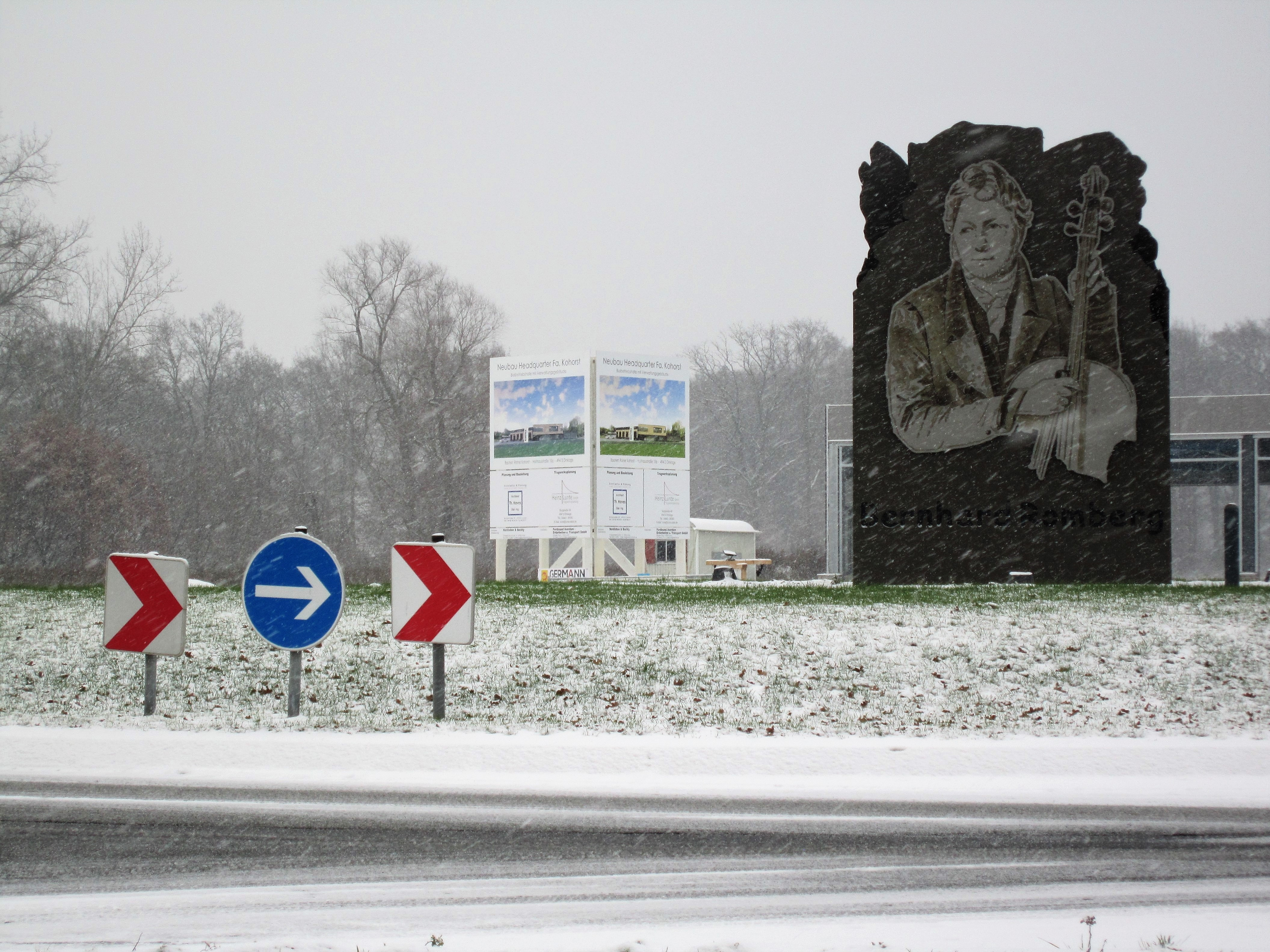
ロンベルク記念碑
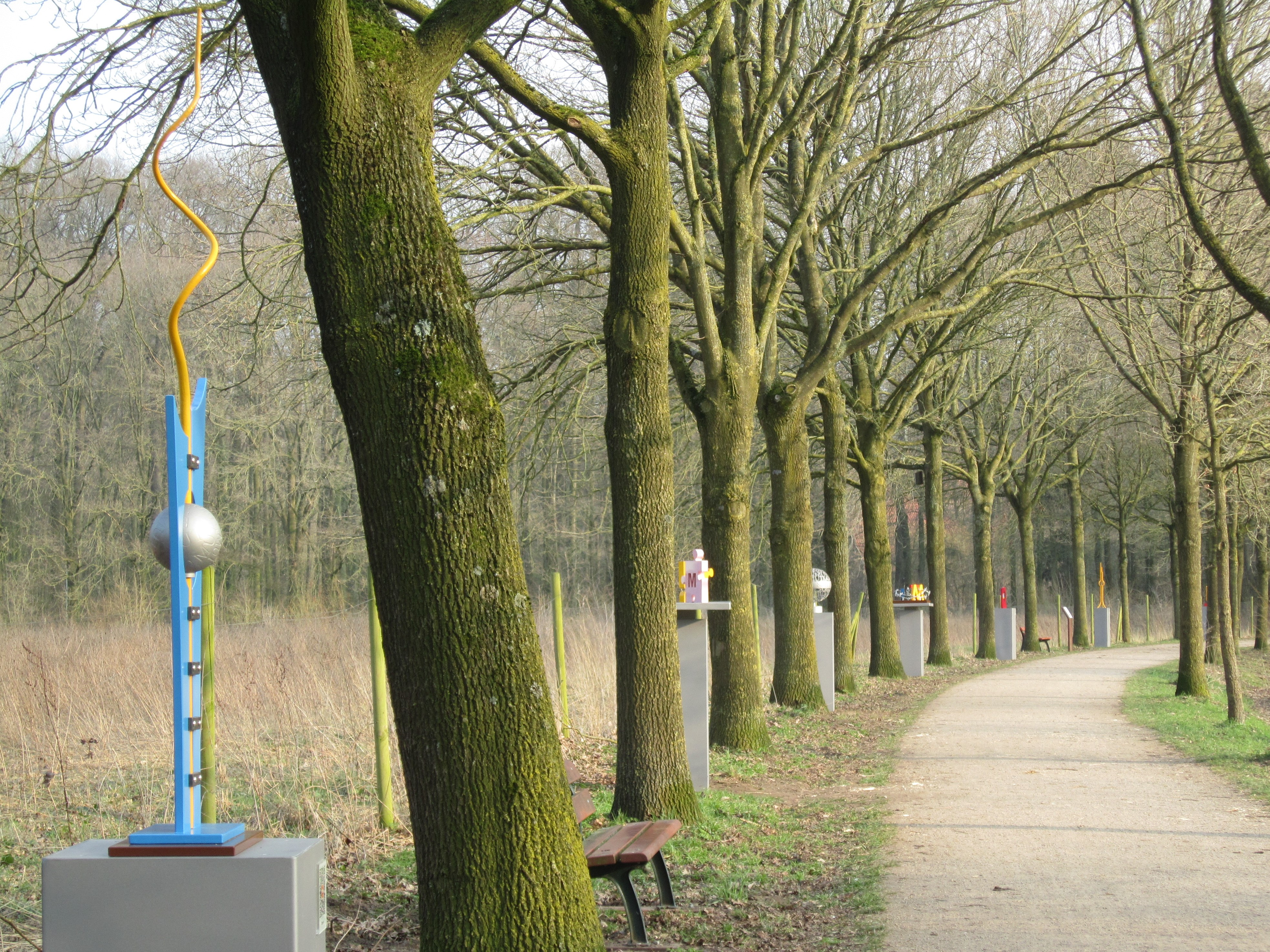
ムート＝ヴェーク

### 行楽
- ブルク・ディンクラーゲ修道院は、2018年10月28日に完成した全長 24 km の巡礼の道（ダンメの旧ベネディクト会修道院からディンクラーゲまで）であるカーディナルスヴェークの終点である[30]。
- ムート＝ヴェークは、カトリックの教区教会である聖カタリナ教会とディンクラーゲ城とを結んでいる。この小径は、枢機卿クレメンス・アウグスト・グラーフ・フォン・ガーレンの75回目の命日に当たる2021年3月22日に完成した。歴史的なディンクラーゲ更新の道の一部には、枢機卿の勇気を讃える8基の碑が建立されている[31]。
- ボクセンストップ＝ルート[32]。ニーダーザクセン風車/水車街道[33]がディンクラーゲを通っている。
- この他に総延長約 110 km の観光自転車道がディンクラーゲ周辺に整備されている。

### レジャー

#### スポーツ
ディンクラーゲでは、多くのスポーツクラブが幅広いスポーツを提供している。そのために、多くのスポーツグラウンドや体育館、スカッシュコート、テニスコート、屋内プール、屋外プール、屋内馬場や乗馬広場、射撃競技のための射撃場やアーチェリーのための射撃場がある。たとえば、以下のスポーツクラブが活動している。
- ディンクラーゲ体操クラブ e.V. (TVD)
- ディンクラーゲ・テニスクラブ e.V. (TCD)
- ディンクラーゲ・ポニークラブ e.V.
- ディンクラーゲ乗馬・騎馬クラブ e.V.（RuFC、「乗馬クラブ」）
- ディンクラーゲ・ワンダーグループ
- ディンクラーゲ・スポーツ射撃 e.V.
- ディンクラーゲ・アーチェリー射撃

#### クラブ活動
ディンクラーゲシデの社会関係の重要な柱の1つが活発なクラブ活動である。様々なスポーツクラブ（上述）の他に多彩なクラブが存在する。

### 年中行事
- 1月1日: WSC リッツァーの「ボブレネン」
- ラングヴェーゲの射撃祭（聖霊降臨祭）
- ドイツ・風車/水車の日（シュヴェーガー・ミューレ、聖霊降臨祭の月曜日）
- ディンクラーゲの夏のキルメス（7月第1日曜日）
- ディンクラーゲの射撃祭（7月の第4日曜日）
- シュヴェーガー・ミューレ周辺での風車祭を伴う国際ワンデリングおよびサイクリング
- 8月初め: 国際2日間ワンデリング
- ディンクラーゲのフェットマルクト（直訳: 脂肪市）10月第3日曜日
- ディンクラーゲの文化の夏
- ディンクラーゲの純血ウサギ・ショー
- クリスマスマーケット
- シュヴェーゲ・ミューレでのクリスマス・パン焼き窯（第2アドヴェント）

## 人物

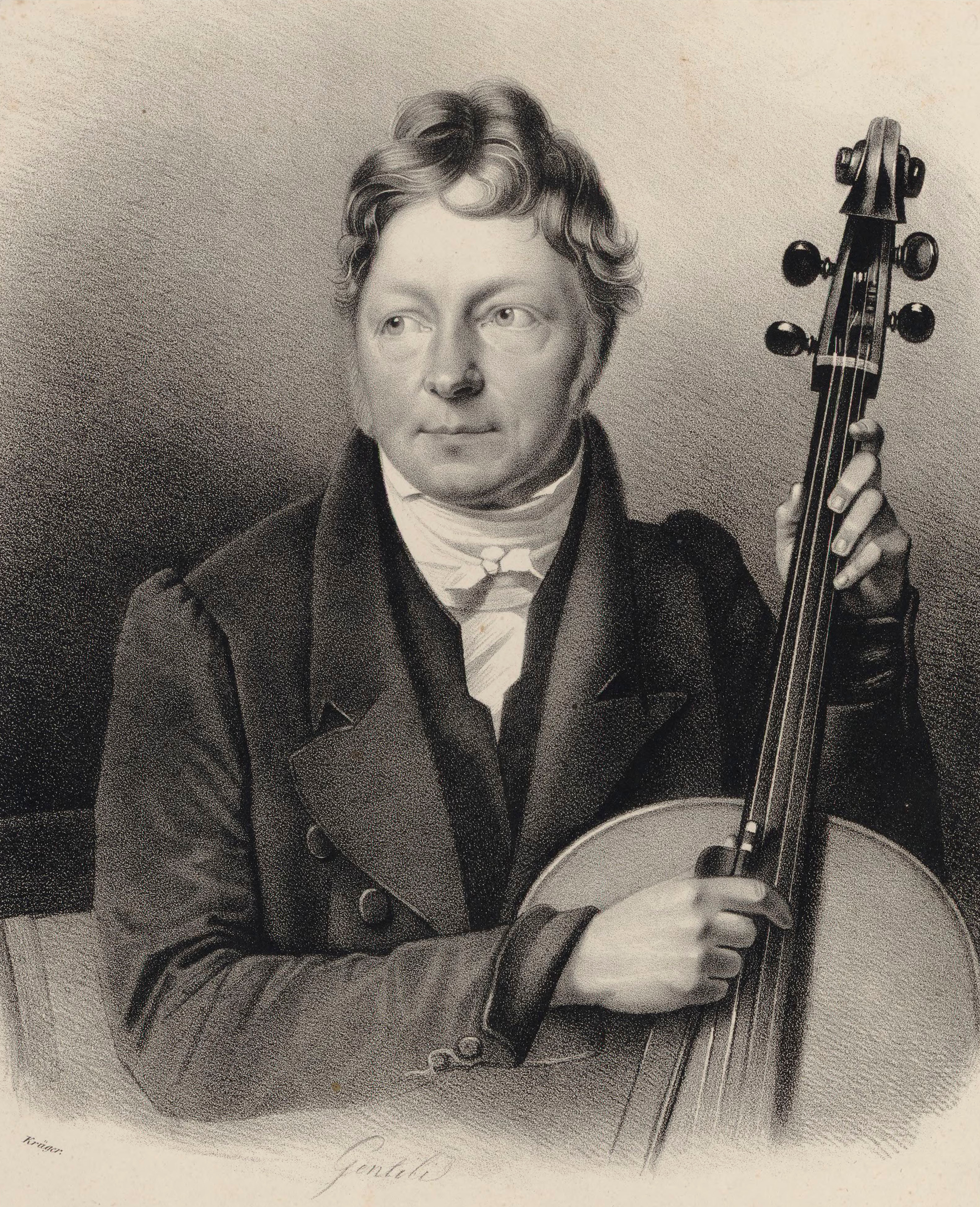
ベルンハルト・ロンベルク

### 出身者
- ベルンハルト・ロンベルク（1776年 - 1841年）チェリスト、作曲家
- クレメンス・アウグスト・グラーフ・フォン・ガーレン（1878年 - 1946年）ミュンスター司教（ドイツ語版、英語版）（1933年 – 1946年）、枢機卿（1946年）。国家社会主義を批判。2005年10月9日にローマで列福された。
- ヘルムート・ミッデンドルフ（1953年 - ）芸術家

### ゆかりの人物
- ウルリヒ・キルヒホフ（ドイツ語版、英語版）（1967年 - ）障害馬術競技選手。1996年アトランタ・オリンピックの個人および団体金メダリスト。ジュニア時代にディンクラーゲで競技キャリアをスタートさせた。
- クリスティーナ・ブレーリング＝シュプレーエ（ドイツ語版、英語版）（1986年 - ）馬場馬術競技選手。2016年リオデジャネイロオリンピックの団体金メダリスト、個人銅メダリスト。ディンクラーゲで育ち、住んでいる。
- ヴィヴィアン・エンデマン（ドイツ語版、英語版）（2001年 - ）サッカー選手。ディンクラーゲで育ち、この街でキャリアをスタートさせた。

## 参考図書
- Heimatverein Herrlichkeit Dinklage, ed (1953–1960, 1971–1972). Mitteilungen des Heimatvereins Herrlichkeit Dinklage. Hefte zur Geschichte, Natur- und Heimatkunde der Gemeinde Dinklage. Vechta: Vechtaer Druckerei und Verlag
- Andreas Kathe; Heinrich Rammler (2001). Dinklage. Die junge Stadt am Burgwald. Ein Bildband mit Texten zur Geschichte und zur aktuellen Entwicklung der Stadt. Vechta: Oldenburgische Volkszeitung. ISBN 978-3-88441-181-0
- Andreas Kathe (1998). Dinklage in alten Ansichten. Zaltbommel: Europäische Bibliothek. ISBN 90-288-6554-3
- Bernhard Heimann (1985). Dinklage MGV Bürgerliedertafel von 1860. ed. Dinklage im Wandel der Zeit. Löningen: Friedrich Schmücker
- Michael Rademacher (2005). Dissertation an der Universität Osnabrück. ed. Die Kreisleiter der NSDAP im Gau Weser-Ems. Rekrutierung und Funktion der Kreisleiter der NSDAP als ideologischer Erziehungselite des Dritten Reiches am Beispiel des Gaues Weser-Ems 1932–1945. Marburg: Tectum. ISBN 978-3-8288-8848-7

### 注
1. ↑  農民共同体カルフェラーゲは、現在のローネ市のブロックドルフ市区で成立した。カルフェラーゲ家は12世紀にフェヒタに居館を移転した。家名をラーヴェンスベルク家と改名し、その支配地域をラーヴェンスベルガー・ラントと名付けた。